# Dzogchen
Dzogchen (Wylie: rdzogs chen, "Gran perfección" o "Gran finalización"; también conocido como Atiyoga), es una tradición de enseñanzas en el budismo indo-tibetano. Se basa en descubrir el estado primordial y condición natural de los seres, también llamado "la naturaleza de la mente". Se dice que estos fundamentos primordiales (gzhi) tiene las cualidades de pureza (es decir, vacuidad o shunyata), espontaneidad (lhun grub, asociado con claridad luminosa) y compasión (thugs rje). El objetivo de Dzogchen es el conocimiento de estos principios, este conocimiento se llama rigpa en Tibetano y vidyā en sánscrito. 
Las escrituras de Dzogchen más importantes son los diecisiete tantras y el Vima Nyingthig. Hay diferentes tradiciones Dzogchen dentro de la escuela Nyingma (y también fuera de ella) con sus propias colecciones textuales, como las del Longchen Nyingtig, Dudjom Tersar y Nyingtig Yabzhi.
Existen numerosas prácticas espirituales que se enseñan en los diversos sistemas Dzogchen para despertar el conocimiento rigpa. Dzogchen se desarrolló en el período del Imperio Tibetano y en la Era de la Fragmentación (siglos IX-XI) y continúa practicándose hoy tanto en el Tíbet como en todo el mundo. Tanto la escuela budista Nyingma como la tradición Bön consideran esta enseñanza y método como su enseñanza central y más importante, y como el vehículo o sendero supremo y definitivo para obtener el Nirvana.En estas tradiciones, Dzogchen es el camino más alto y definitivo de los "nueve vehículos" hacia la liberación. Dzogchen también se practica (en menor medida) en otras escuelas budistas tibetanas, como la escuela Kagyu y la escuela Gelug.

## Historia

### Mito

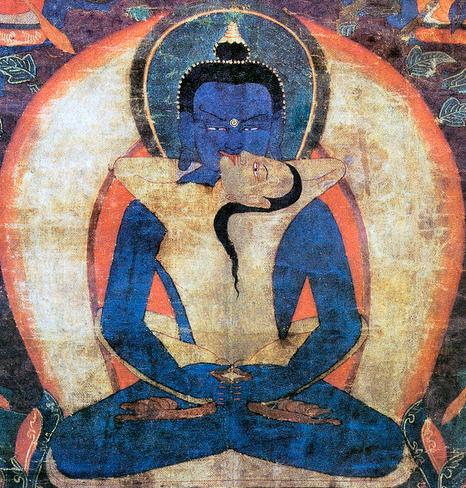
El Buda primordial, Samantabhadra

Los antiguos orígenes de la enseñanza de Dzogchen en la escuela Nyingma se atribuyen a 12 budas que tomaron forma en varios mundos en tiempos pasados. Se dice que el duodécimo maestro primordial es Buda Shakyamuni.
También según la tradición Nyingma, el Buda primordial Samantabhadra enseñó Dzogchen al Buda Vajrasattva, quien lo transmitió al primer poseedor de linaje humano, el indio Garab Dorje (fl. 55 CE). Según la tradición, las enseñanzas Dzogchen fueron traídas al Tíbet por Padmasambhava a fines del siglo VIII y principios del IX. Fue ayudado por dos maestros indios, Vimalamitra y Vairocana. Según la tradición, estas enseñanzas se ocultaron poco después, durante el siglo IX, cuando el imperio tibetano se desintegró. Desde el siglo X en adelante, se introdujeron como revelaciones de escrituras ocultas, conocidas como terma.
En Bon, se dice que Dzogchen se originó con el fundador de la tradición Bon, Tönpa Shenrab Miwoche, quien vivió hace 18,000 años, gobernando el reino de Tazik, que supuestamente se encontraba al oeste del Tíbet.

### Orígenes y desarrollo
Los términos atiyoga y dzogchen aparecen en los textos tántricos indios de los siglos VIII y IX, aunque no se refieren a un vehículo separado (yana) en estos textos. No existe un testimonio independiente de la existencia de tradiciones separadas bajo el nombre de Dzogchen fuera del Tíbet, y puede ser una enseñanza tibetana única, basada en múltiples influencias, incluidas las creencias nativas tibetanas y las enseñanzas chinas e indias. Hay dos interpretaciones principales de la relación entre Dzogchen y las prácticas tántricas entre los académicos modernos: 
- que el Dzogchen temprano representaba una tradición distinta separada del Mahāyoga tántrico (Germano)

- que el Dzogchen temprano no era una tradición separada y siempre se desarrolló dentro de Mahāyoga (van Schaik)

##### Movimiento distinto
La idea de que Dzogchen era un movimiento distinto fue propuesta por Samten Karmay. Samten propuso que Dzogchen fue una "nueva filosofía" basada en las doctrinas de "espontaneidad primaria" (ye nas lhun gyis grub pa) y "pureza primordial" (kadag) que se desarrolló entre los siglos IX y X. También explica cómo el Dzogchen temprano tenía una conexión cercana con el Mahāyoga tántrico.

El tibetólogo estadounidense David Germano también ha defendido una visión similar del desarrollo temprano del Dzogchen que enfatiza la diferencia entre el Dzogchen temprano y la práctica de yoga tántrico. Sostiene que el Dzogchen temprano:
se definió por el rechazo retórico de las categorías normativas que constituyen el budismo indio tántrico y no tántrico. Este prístino estado de cosas conocido como el movimiento "Serie de la Mente" (sems sde) surgió de el tantra budista, pero también fue influenciado por otras fuentes como el Chan chino y elementos indígenas desconocidos.
Germano señala que los primeros textos de Dzogchen se caracteriza por constantes negaciones retóricas de la validez y relevancia de la práctica tántrica. Un ejemplo de esta retórica se ve en el capítulo noveno del Kun byed rgyal po, donde los principios tántricos normativos se niegan bajo la rúbrica de las "diez facetas del propio ser de la mente iluminadora" (rang bzhin bcu). Germano llama a las primeras tradiciones Dzogchen "Gran Perfección prístina" porque está marcada "por la ausencia de presentaciones de rituales detallados y técnicas contemplativas", así como por la falta de imágenes funerarias, de cementerios y de muerte. Estas son características de las tradiciones Dzogchen posteriores que Germano denomina "Gran Perfección funeraria". En cambio, el Dzogchen temprano "consiste en poesía filosófica aforística con descripciones de la experiencia concisas que carecen de un esquema detallado de práctica".

En lugar de las técnicas tántricas convencionales, Germano sostiene que, a principios de Dzogchen, 
La base de la contemplación parece haber sido en gran parte una forma de la práctica "calmante" que a veces implican ejercicios de concentración como técnicas preparatorias. Apunta a una técnica de inmersión libre en la mera inmediatez de los niveles más profundos de conciencia. Así, los tipos de meditación sin forma se valorizaron sobre la compleja fabricación de imágenes visuales encontradas en otros sistemas tántricos como Mahayoga, aunque es muy posible que durante estas primeras fases se practicara en gran medida junto con otros tipos de prácticas tántricas más normativas.

##### Una forma de Mahāyoga

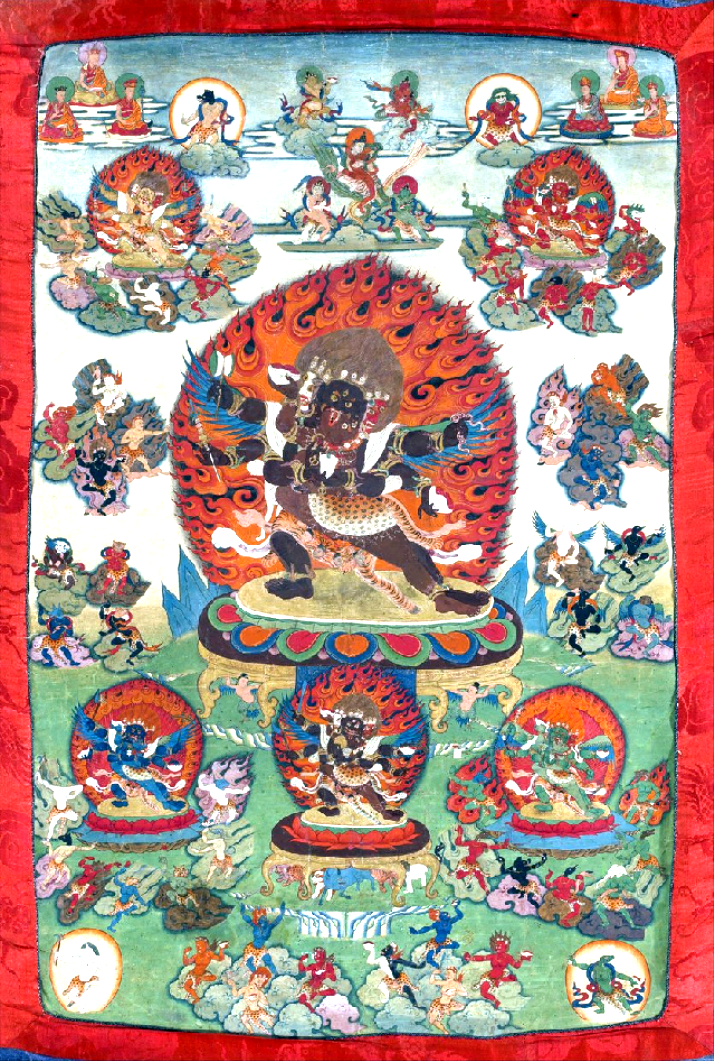
Las feroces deidades del Guhyagarbha Tantra. Thangka tibetano del.

Según Sam van Schaik, que estudia los primeros manuscritos Dzogchen de las cuevas de Dunhuang, los textos Dzogchen están influenciados por fuentes Mahayana anteriores como el Laṅkāvatāra Sūtra y los Tantras budistas indios con su enseñanza de la vacuidad y la luminosidad. En los textos Dzogchen estas doctrinas se presentan como 'pureza eterna' (ka-dag) y 'presencia espontánea' (lhun-grub).
Según van Schaik, en los textos tántricos del siglo VIII, el término "atiyoga" es la etapa en la práctica tántrica de la realización de la "naturaleza de la realidad". Atiyoga aquí no es un vehículo (yana) independiente, sino una etapa o aspecto de la práctica del yoga. De manera similar, el concepto de "Dzogchen" apareció por primera vez como la culminación de la práctica meditativa del yoga de deidades (la visualización de la deidad y recitación de su mantra) alrededor del siglo VIII. El término Dzogchen probablemente fue tomado del Guhyagarbha tantra. Este tantra describe cómo en la etapa de creación se genera una visualización de una deidad y su mandala. Esto es seguido por la etapa de finalización, en la cual uno disuelve la deidad y el mandala en uno mismo, fusionándose con la deidad. En el Guhyagarbha tantra y algunos otros tantras, sigue una etapa llamada Dzogchen, en la que uno descansa en el estado innato natural de la mente pura y luminosa.
Sam van Schaik señala que fue solo en el siglo XI cuando Atiyoga llegó a ser tratado como un vehículo o camino espiritual separado en la tradición Nyingma. Sin embargo, incluso en el siglo XIII (y más tarde) la idea de Atiyoga como un vehículo independiente fue controvertida en otras escuelas budistas.

### Dzogchen temprano (siglos IX-X)

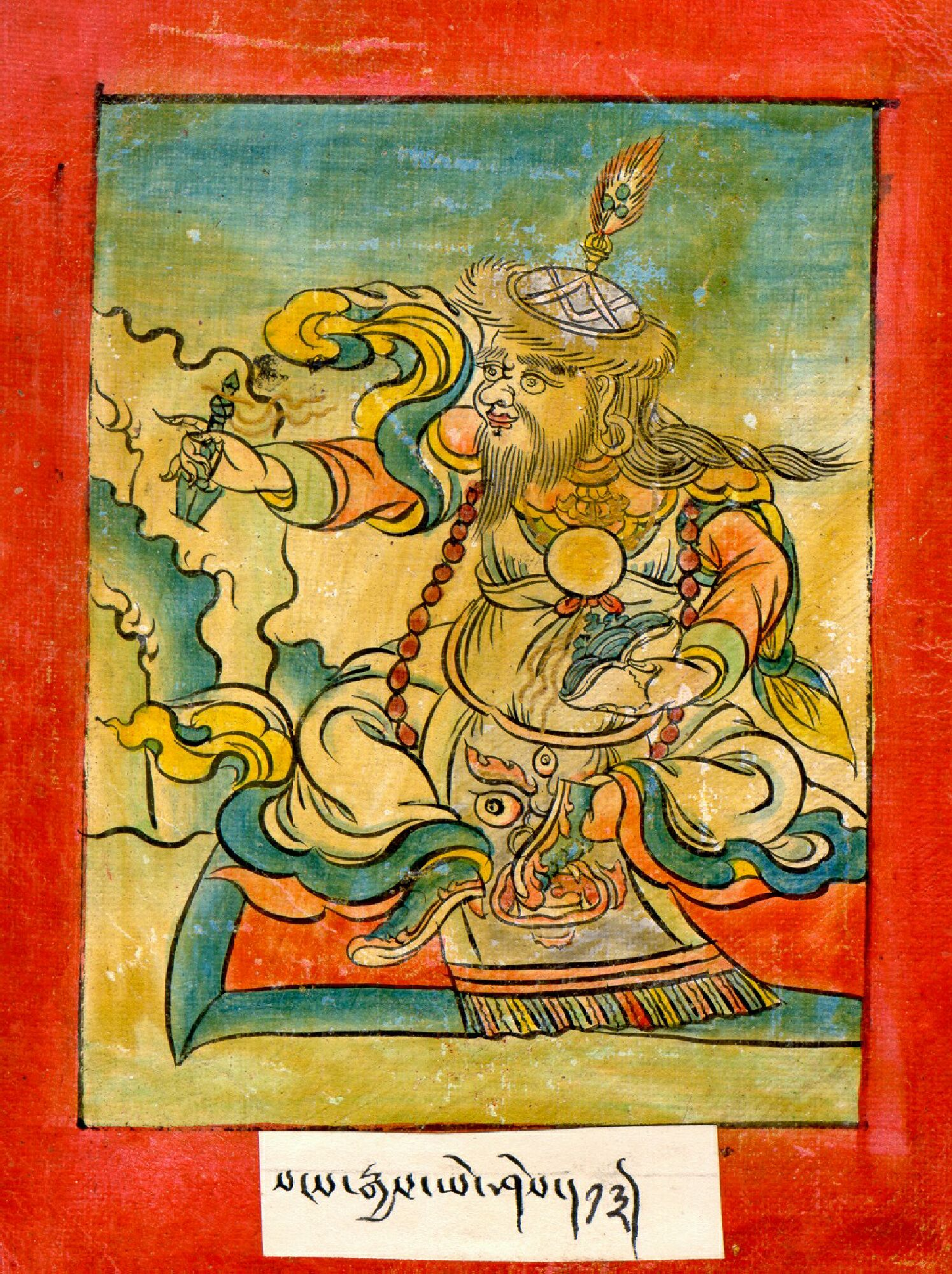
Nubchen Sanggye Yeshe (832-962)

La mayor parte de la literatura Dzogchen temprana son composiciones del siglo IX, siendo una serie de textos breves atribuidos a santos indios. Según van Schaik, los primeros manuscritos de Dzogchen se encontraron en Dunhuang.
Los más importantes de estos textos Dzogchen son las "Dieciocho Grandes Escrituras" (Lung-chen bco-brgyad), que más tarde se conocieron como la "serie de la mente" (sems de). Otro grupo de textos antiguos son las "cinco traducciones tempranas" (sNga-'gyur lnga). El foco de todos estos textos es la "mente del despertar" (byang-chub-kyi sems, sct. bodhicitta). Según Sten Anspal, "se refiere a la verdadera naturaleza de la conciencia de una persona, que es esencialmente idéntica al estado de Buda. Los textos explican cómo al acceder y permanecer en este estado puro y perfecto de conciencia se supera todas las diversas prácticas y métodos budistas."
Los primeros textos del Dzogchen contienen una retórica antinomiana que rechaza todas las formas de práctica y afirman que luchar por la liberación crea más engaños. Uno simplemente tiene que reconocer la naturaleza de la propia mente, que es naturalmente vacía (stong pa), luminosa ('od gsal ba) y pura. Sin embargo, estos textos todavía están inextricablemente ligados al Mahāyoga tántrico con sus visualizaciones de deidades y mandalas.

Christopher Hatchell explica que para los primeros Dzogchen "todos los seres y todas las apariencias son en sí mismos la singular gnosis iluminada del buda Todo Bien (Samantabhadra, Kuntu Zangpo)". El Dzogchen temprano "también muestra un desinterés en especificar cualquier tipo de prácticas estructuradas o conceptos a través de los cuales uno pueda conectarse con esa gnosis. Más bien, argumenta la tradición, no hay nada que hacer ni nada por lo que luchar. La realidad del buda Todo Bien se manifestará en su inmediatez si uno simplemente se relaja y deja ir." Esta tendencia se puede ver en el breve texto de Dzogchen "Cuco de la conciencia":
"En variedad, no hay diferencia.
Y en partes hay libertad de elaboraciones.
Las cosas como son, no son conceptuales,
El resplandor de las apariencias es Todo Bien.
Ya que has terminado, ¡desecha la enfermedad del esfuerzo!

Descansando naturalmente, deja las cosas como están."
Este método de señalar al meditador la experiencia directa de la verdadera naturaleza de la realidad que está inmediatamente presente fue visto como superior a todos los otros métodos budistas, que fueron vistos como fabricaciones intelectuales. Sin embargo, según van Schaik, esta retórica no significa necesariamente que los practicantes del Dzogchen temprano no se involucraron en estas prácticas "inferiores".
Durante los siglos IX y X, estos textos se transformaron gradualmente en tantras completos, culminando en el Kulayarāja Tantra (kun byed rgyal po, "El Rey Todo Creador", el título se refiere al poder creativo de la conciencia), en la última mitad del siglo X o la primera mitad del siglo XI. Según Germano, este tantra fue históricamente la más importante y ampliamente citada de todas las escrituras Dzogchen.
Las obras de Nubchen Sangye Yeshe (siglo IX), como su Samten Migdrön, son una fuente importante de las tradiciones de Dzochen temprano. Hacia el siglo XI, el Dzogchen se desarrolló en diferentes sistemas como el Kham, el Rong y el Nyang. Según Ronald Davidson "están representados por textos sobrevivientes de los siglos XIII al XVI". El yogui de Kham, Aro Yeshe Jungne (a ro ye shes 'byun gnas, siglo X) es particularmente interesante, ya que se dice que unió las enseñanzas del Dzogchen y el linaje Chan de Heshang Moheyan en su propio sistema Kham llamado A-ro lugs).
En el siglo XIII, estas tradiciones comenzaron a ser desplazadas lentamente "por el éxito abrumador de movimientos más orientados a la visión, como el Corazón Seminal". Sin embargo, elementos de Dzogchen temprano continuaron apareciendo en trabajos posteriores, como en Trilogy of Natural Ease de Longchenpa.

### El renacimiento tibetano (siglos XI-XIV)
Con el renacimiento de la cultura tibetana desde finales del siglo X hasta principios del siglo XII (lo que se conoce como la posterior difusión del budismo), la tradición Dzogchen se transformó por completo. Se introdujeron nuevas técnicas y doctrinas de la India, lo que dio como resultado nuevas escuelas de budismo tibetano (las escuelas Sarma, "Nueva traducción"). Estas nuevas escuelas criticaron los textos y prácticas de los "antiguos" (Nyingmapas) por no ser auténticos, ya que muchos no podían rastrearse hasta fuentes indias.
Este desafío condujo a una explosión de nuevos desarrollos en la doctrina y la práctica Dzogchen, con un énfasis en el nuevo tantrismo. Las tradiciones Bon y Nyingma incorporaron estas nuevas influencias a través del proceso de revelación de textos tesoro (ter ma). Estos nuevos textos fueron considerados tesoros ocultos, enterrados por figuras anteriores como Bairotsana, Songtsen Gampo, Vimalamitra y Padmasambhava que luego fueron descubiertos por "reveladores de tesoros" (ter tons). Estos textos "terma", así como las obras de comentaristas como Rongzom Chökyi Zangpo (siglo XI), se utilizaron para montar una defensa académica de Dzogchen contra las críticas Sarma.
Los Yogini Tantras y otros Anuttarayoga Tantras influyeron en el desarrollo de nuevos textos Dzogchen en este período, especialmente los textos de la serie de Instrucción. Estos tantras budistas hacían uso de imágenes tabú que eran violentas, horribles y eróticas. Estas influencias se reflejan en el surgimiento de prácticas del cuerpo sutil, nuevos panteones de budas feroces, retórica antinomiana y un enfoque en los motivos de la muerte dentro de la nueva literatura Dzogchen.

#### Las series del espacio (klong sde)
La serie de Espacio (Long de), refleja los desarrollos de los siglos XI-XIV y enfatiza el "espacio" o "la extensión" (long). Según Sten Anspal, esta clase de textos "es difícil de definir o caracterizar uniformemente" y "no se unificaron en un solo sistema". Debido a esto, ha sido visto como casi idéntico a la Serie Semde anterior, o como "ocupando una posición doctrinal entre la Serie de la Mente y la Serie de Instrucción".
Según Anspal, "Espacio" en estos textos "se utiliza para describir aspectos en los que la verdadera naturaleza de la mente del individuo es análoga al espacio. Por ejemplo, el espacio está presente en todas partes y no se necesita ningún esfuerzo para llegar a él; no se puede trascender: es inmenso, lo abarca todo; está desprovisto de características y no se puede aprehender; no tiene centro ni periferia; es eterno y sin causa; no hay soporte en el espacio y nada en lo que enfocarse..."
Uno de los temas centrales de estos textos es la doctrina de "los Nueve Espacios" (Visión, Comportamiento, Mandala, Iniciación, Compromiso, Actividad, Realización, Niveles-Caminos y Fruto). Cada uno de estos términos se refiere a las características del tantra budista, que se dice que son espaciosas y completas dentro de la verdadera naturaleza de uno. Por lo tanto, las prácticas gradualistas y tántricas se consideran innecesarias para quienes comprenden la verdadera naturaleza de su mente. Por ejemplo, no es necesario crear un mandala en la mente para practicar, ya que cuando uno se da cuenta de la verdadera naturaleza de la mente, todas las percepciones son el mandala. Del mismo modo, no es necesario pasar por la iniciación ritual, ya que darse cuenta de la propia naturaleza ya es una iniciación. En este sentido, se considera que Dzogchen trasciende el tantra.
Como señaló Anspal, algunos tantras de la serie de espacio como Igual al Fin del Cielo (Nam-mkha'i mtha'-dang mnyam-pa) "no prescriben ninguna técnica particular para el practicante, como posturas o movimientos físicos, meditación estructurada o ejercicios, etc. " En este sentido, son similares a los Tantras de la Serie Mental.
Otra tradición que a menudo se agrupa como parte de la Serie de Espacio es la tradición del Puente Vajra (rdo rje zam pa). Sus textos incluyen numerosos ritos tántricos relacionados con Heruka y tres Dakinis. Sin embargo, los comentarios sobre los textos del Puente Vajra indican que estos rituales tántricos son prácticas auxiliares que "son secundarias a la práctica principal que es la contemplación de la Gran Perfección de la naturaleza de la mente, y que no se practica aquí en el contexto formalizado de la sadhana tántrica". Una figura clave en esta tradición es 'Dzeng Dharmabodhi (1052-1168). Su alumno, Kun-bzang rdo-rje, escribió numerosos comentarios sobre Puente Vajra. El Tantra clave de esta tradición se tituló Sabiduría secreta (Ye-shes gsang-ba). 
El siguiente verso fue interpretado como el resumen esencial del camino de la contemplación en el Puente Vajra:
Con el cuerpo en un lugar apartado, corte el apego a lo externo y lo interno. Asume la postura de siete características y equilibra los elementos físicos. Sin bloquear los seis agregados de los sentidos, colócate en la mera conciencia ordinaria. Externamente, los elementos del cuerpo están equilibrados; internamente, la inhalación y la exhalación están ausentes. Se llega al significado de naturalidad incontrolada. Eso que se llama "ser humano" es Buda. No hay Vajrasattva aparte de uno mismo.
En la tradición del Puente Vajra, la contemplación de la verdadera naturaleza de la mente (también conocida como "no meditación"), se introdujo usando "cuatro signos". Estas "son las experiencias de no-conceptualidad (mi-rtog-pa), claridad (gsal-ba), dicha (bde-ba) y la inseparabilidad (dbyer mi-phyed-pa) de estas tres experiencias." Algunos de los textos del Puente Vajra también utilizan yogas de las energías o vientos (vayus), aunque son relativamente simples y "sin esfuerzo" (rtsol-bral) en comparación con los yogas de viento de la etapa de consumación que se encuentran en los tantras Sarma, que son vistos como inferiores y toscos por los autores del Puente Vajra como Kun-bzang rdo-rje.

#### Las series de instrucción (man ngag sde)
Los textos más influyentes de La Serie de Instrucción son los "Diecisiete Tantras" (rgyud bcu bdun), el Vima Nyingthig, (bi ma snying thig, "Esencia del corazón de Vimalamitra") y el Khandro Nyingthig (mkha '' gro snying thig, "Esencia del corazón de Dakini"). La Esencia del Corazón de Vimalamitra se atribuye a Vimalamitra, pero fue compuesta en gran parte por sus descubridores, en los siglos XI y XII, como Zhangton Tashi Dorje (1097-1127). La Esencia del Corazón de Dakini fue producida por Tsultrim Dorje (1291-1315 / 17).
Como señaló Hatchell, estos textos se presentan como enseñanzas de Budas como Samantabhadra y cubren numerosos temas que incluyen: "cosmogonía, el cuerpo sutil, especulación sobre el terreno gnóstico que subyace al mundo, la naturaleza de Buda, discusiones sobre la energía de la luz , técnicas prácticas para calmar la mente y producir visiones, empoderamientos rituales, construcción de mandalas, signos de logro meditativo, estados posteriores a la muerte, lograr la liberación después de morir, rituales funerarios, reliquias, pronósticos para el momento de la muerte, rituales de subyugación, recetas extrañas y consejos para lidiar con zombies". Se hace hincapié en la importancia de los temas "funerarios" como la muerte y el estado intermedio (bar do), así como las visiones de deidades pacíficas y feroces. Los textos de La Serie de Instrucción se vieron a sí mismos como la más alta de todas las enseñanzas de Dzogchen, y eventualmente eclipsaron a las otras dos clases.
Hatchell explica la cosmovisión central de los textos de Esencia del Corazón de la siguiente manera:
"Se dice que todos los seres, objetos y apariencias del mundo surgen del "fundamento" (gzhi) de la realidad, que en su estado primordial es un campo de pura posibilidad, más allá de la diferenciación. La conciencia sirve como la dimensión dinámica y consciente de este fundamento. Actúa como una especie de vibración luminosa que "se ilumina" (snang) desde el fundamento, creando apariencias a través de su "energía dinámica" (rtsal). En esta visión, todas las apariencias son simplemente el "juego" (rol pa) o la "radiación" (gdangs) de la conciencia. Algunas apariencias (como las visionarias) son la conciencia que aparece en su intensidad despejada, mientras que otras (como los objetos ordinarios) son sólo sus derivaciones atenuadas.

En la Gran Perfección, la conciencia juega un papel principal en la iluminación de los seres, así como en sus andanzas por el samsara. La cuestión crucial que separa a estos dos es si la conciencia se "reconoce" (ngoshes pa) por lo que es o no. Dado que los seres y sus entornos están constituidos de hecho por la misma conciencia, los seres pueden reconocer eso o pueden ver erróneamente que el mundo contiene objetos externos, absolutamente separados de ellos mismos como sujetos perceptores. El "reconocimiento", entonces, es el acto simple que conduce a la iluminación. El "no reconocimiento", por otro lado, es la versión del Corazón Seminal de la ignorancia básica que, según los budistas, aflige a todos los seres. Es lo que hace que dividan el mundo en facciones, lo que lleva a una división entre un "yo" que necesita ser protegido y "otros" que se convierten en objetos de apego u odio".
La división de Instrucción se centra en dos aspectos de la práctica espiritual: kadag trekchö, "el corte de la pureza primordial", y lhündrub tögal, "el cruce directo de la presencia espontánea". Según Hatchell, trekchö es una clase de meditaciones que cultivan "una conciencia viva y estable con el objetivo de sintonizarse con la vacuidad y la pureza primordial de la mente". Esto está influenciado por las enseñanzas anteriores de la serie Mente y también por la meditaciones clásicas de calmar la mente (samatha, Tib. zhi gnas) y la percepción especial (vipasyana, Tib. lhag mthong).
Tögal constituye una característica única de la tradición de la Instrucción. Se refiere principalmente a meditaciones visionarias a través de prácticas como el "retiro en la oscuridad" y la "contemplación del cielo". La teoría detrás de estas prácticas es que, a través de técnicas yóguicas, se puede inducir a la conciencia pura a emerger a través de los ojos y aparecer como una serie de visiones. Según Hatchell, esta es una oportunidad "para que el yogui se dé cuenta de que las apariencias visionarias que aparecen "afuera" no son más que presencias de una conciencia interna, y así deshacer el error básico de la ignorancia".
El Vima Nyingthig categorizó los textos de Dzogchen (y la enseñanza de Atiyoga en general) en tres clases que luego se convirtieron en la forma normativa de clasificar la literatura de Dzogchen:
- La serie de la mente (sems sde; las primeras enseñanzas existentes antes de la difusión del siglo XI),[34]
- La serie del espacio (klong sde, siglos XI-XIV),
- La serie de instrucciones (man ngag sde, siglos XI-XIV).

Durante los siglos XIII al XIV, las enseñanzas de La Esencia del Corazón se difundieron ampliamente por figuras como Melong Dorje, Rigdzin Kumaradza y el 3.er Karmapa Rangjung Dorje. Con el tiempo, la tradición de La Esencia del Corazón se convirtió en la tradición dominante de Dzogchen y sus divisiones textuales se volvieron estándar.

#### Las tradiciones de la médula

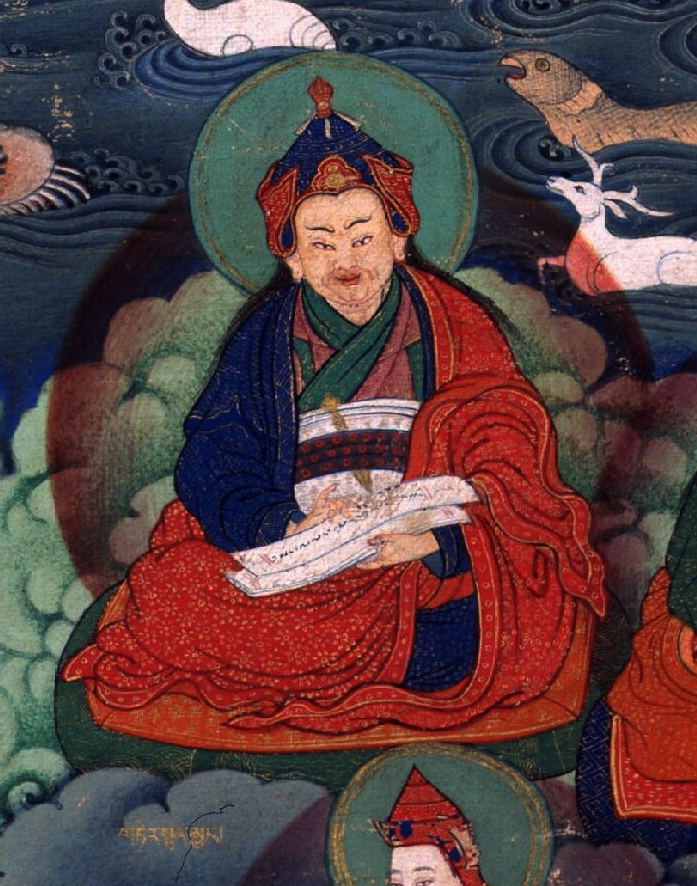
Nyangrel Nyima Ozer, terton del siglo XI del la tradición "Corona Médula".

También había otras tradiciones Dzogchen, como las tradiciones de "médula" (ti) (como la Corona Médula y la Médula Ultra) que eran contemporáneas con el desarrollo de los textos Nyingthig. Algunos de estos representaron una reafirmación de las tendencias Dzogchen anteriores que eran algo críticas con los sistemas Nyingthig.
Una de las voces conservadoras más importantes del siglo XII, Nyangrel Nyima Özer (Nyang ral nyi ma 'od zer, 1136–1204), desarrolló su sistema "Corona Médula" (spyi ti) para reafirmar las tradiciones más antiguas en una nueva forma. Como señaló Germano, un motivo común de estos textos es que Corona Médula es superior al Yoga de la Gran Perfección, a veces incluso afirmando que Corona Médula es un décimo vehículo. Esto indica que Nyima Özer fue un crítico de las otras tendencias Dzogchen de su tiempo.
Germano señala que en textos de la Corona Médula "en lugar de la sangre y la violencia del Tantra posterior, encontramos versos líricos y elegantes sobre la luz y la oscuridad, la pureza y la contaminación, la libertad y la esclavitud, la ilusión y la realidad, la pluralidad y la unidad, la encarnación y la mente". Según Germano, en los textos de Corona Médula, las otras tradiciones dzogchen se consideran "reteniendo un grado de esfuerzo, conceptualidad y enfoque en las apariencias".

### Longchen Rabjam (sigloXIV)
Una figura fundamental en la historia de Dzogchen fue Longchen Rabjam (kLong chen rab 'byams pa, 1308-1364, posiblemente 1369). Revivió las enseñanzas de La Esencia del Corazón al unir los dos ciclos principales (Vima y Khandro). A estas, añadió dos nuevas colecciones de su autoría, el Lama Yangtig y el Khadro Yangtig, así como una tercera colección, el Zabmo Yangtig. Este esfuerzo de compilación finalmente llevó a que todos estos ciclos se transmitieran en un gran ciclo combinado llamado Nyingtig Yabzhi.
En su influyente corpus de comentarios se incluyen los Siete Tesoros (mdzod bdun), la "Trilogía de la libertad natural" (rang grol skor gsum) y la Trilogía de la facilidad natural (ngal gso skor gsum). Los trabajos de Longchenpa sistematizaron las numerosas enseñanzas Dzogchen en una forma estructurada coherente. Refinó la terminología y las interpretaciones del Dzogchen e integró las enseñanzas de La Esencia del Corazón con la literatura Mahayana y Vajrayana más amplia." Con la síntesis altamente influyente de Longchenpa, las enseñanzas de La Esencia del Corazón llegaron a dominar el discurso de Dzgochen en la escuela Nyingma, mientras que las tradiciones anteriores quedaron marginadas. Todos los ciclos posteriores de Dzogchen fueron influenciados por el corpus de Longchenpa.

### Desarrollos posteriores

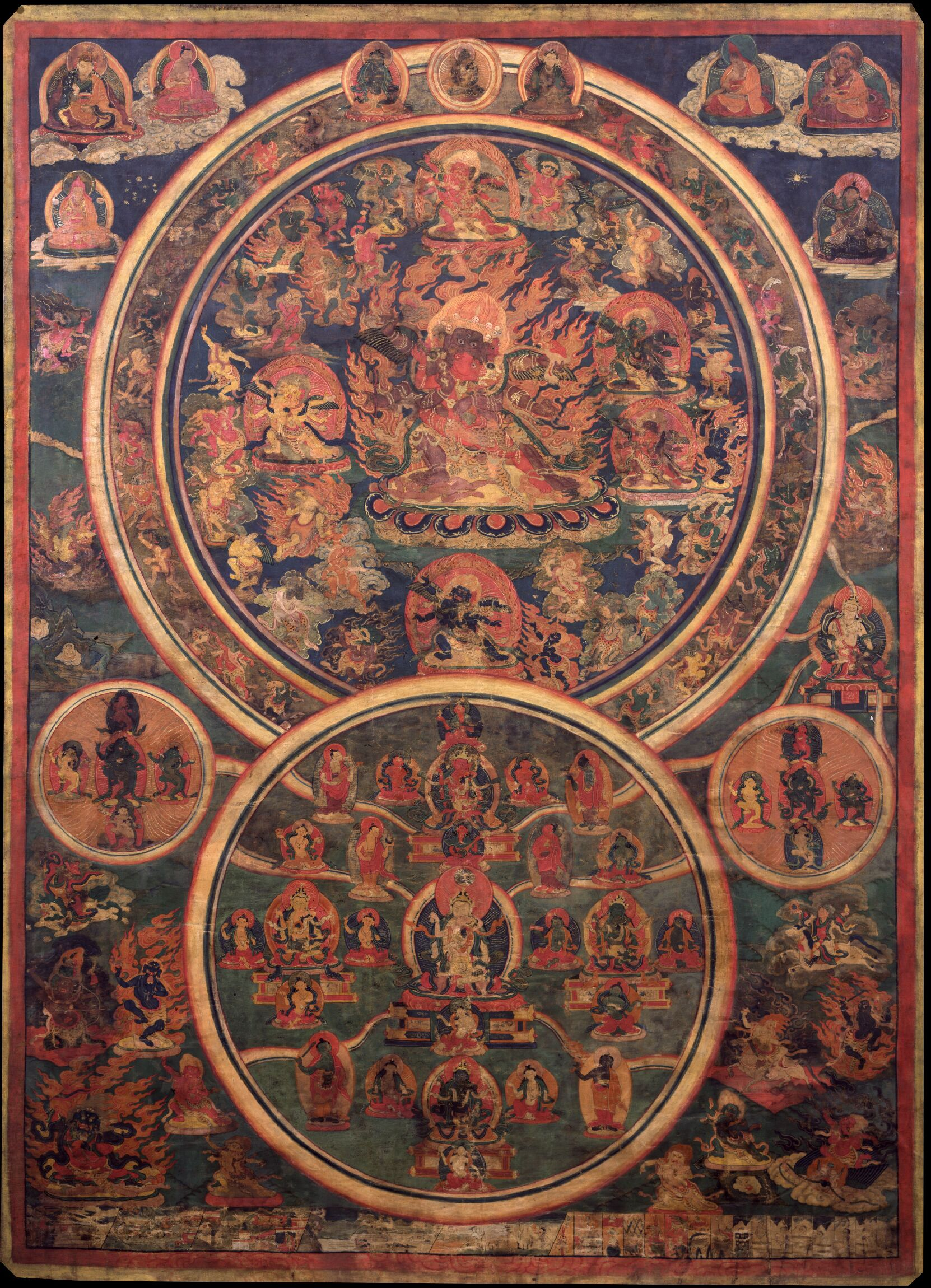
Deidades pacíficas y feroces del estado intermedio (bardo).

En los siglos siguientes, se revelaron otros termas, incluido el "Dharma profundo de la autoliberación por los dioses pacíficos y feroces" (kar-gling zhi-khro) por Karma Lingpa, (1326-1386), que incluye los dos textos del Bar-do thos-grol, el "Libro tibetano de los muertos".
Otros termas importantes son "La sabiduría penetrante" (dgongs pa zang thal), revelada por Rinzin Gödem (rig 'dzin rgod ldem, 1337-1409); y "El núcleo del profundo significado de Ati" (rDzogs pa chen po a ti zab don snying po) de Terdak Lingpa (gter bdag gling pa, 1646-1714).
Sin embargo, las más influyentes de estas últimas revelaciones son las obras de Jigme Lingpa (1730-1798). Se supone que su Longchen Nyingthig (klong chen snying thig), "La esencia del corazón de la vasta extensión" es un terma de Padmasambhava. Según Germano, este ciclo "funcionó para simplificar gran parte de la sistematización de la esencia del corazón de Longchen Rabjam, pero también alteró la estructura fundamental de su literatura y praxis al basarse en prácticas normativas (y transformadas) orientadas a la visualización de la deidad." Es una de las enseñanzas más practicadas en la escuela Nyingmapa.
El siguiente gran desarrollo en la historia de Dzogchen es el movimiento Ri-me (movimiento no sectario o no partidista) del siglo XIX. Según Germano, este período vio la continuación de un movimiento hacia una doctrina tántrica más normativa. Hubo un aumento en la producción de literatura escolástica y filosófica sobre temas Mahayana desde la perspectiva Dzogchen, que culminó con las obras de Ju Mipham (1846-1912), quien escribió numerosos comentarios y textos sobre la filosofía budista Mahayana. También hubo un mayor enfoque en las instituciones monásticas en Nyingma.
Dzogchen se ha popularizado y difundido fuera del Tíbet por la diáspora tibetana, comenzando con el exilio tibetano de 1959. Entre los maestros conocidos que han enseñado el dzogchen en el mundo occidental se incluyen El segundo Dudjom Rinpoche, Nyoshul Khenpo, Tulku Urgyen, Dilgo Khyentse, Namkhai Norbu, Dzogchen Ponlop y Mingyur Rinpoche. Algunas de estas figuras también eran tertons (reveladores de tesoros), como Dudjom Rinpoche y Namkhai Norbu y, por lo tanto, revelaron nuevos termas. Algunas de estas figuras de la diáspora tibetana también fundaron organizaciones para la preservación y práctica del Dzogchen, como la Comunidad Dzogchen de Namkhai Norbu.

## Cosmovisión

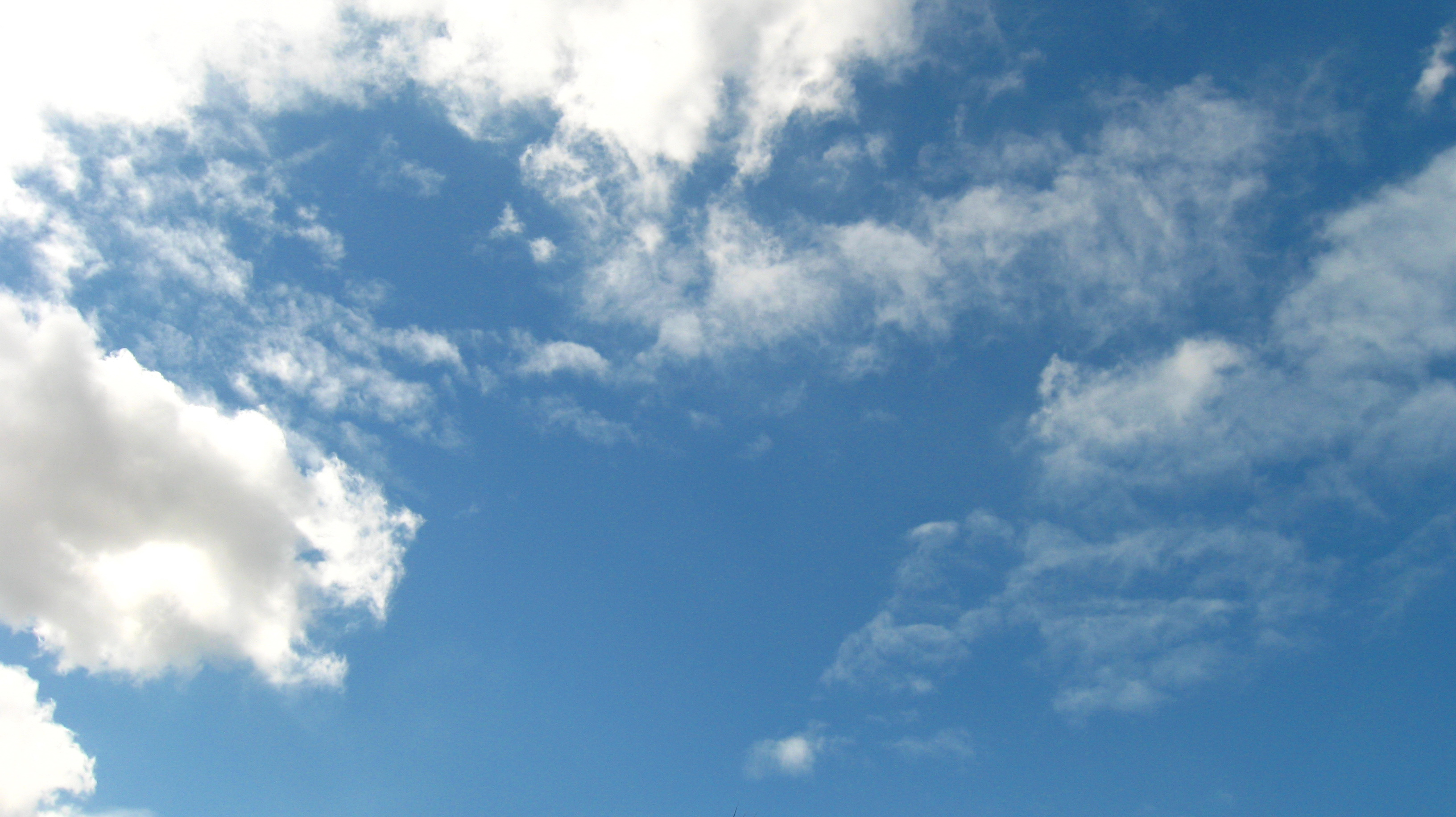
Las imágenes del cielo y la amplitud se utilizan a menudo para describir la naturaleza de la mente en Dzogchen.

Los textos dzogchen nyingma utilizan una terminología única para describir la visión dzogchen (tib. tawa). Algunos de estos términos se refieren a los diferentes elementos y características de la mente y están tomados del pensamiento budista clásico. El término genérico para la conciencia es shes pa (sct. vijñāna), e incluye las seis conciencias sensoriales. Las formas mundanas, impuras y dualistas de la conciencia se denominan generalmente con términos como sems (citta, mente), yid (mānas, mente) y blo (buddhi). Por otro lado, las formas de conciencia nirvánicas o liberadas se describen con términos como ye shes (jñāna, 'conciencia prístina') y shes rab (prajñā, sabiduría).
Según Sam van Schaik, dos términos importantes usados en la literatura Dzogchen son el Fundamento (gzhi) y Gnosis (rig pa), que representan los "aspectos ontológicos y gnoseológicos del estado nirvánico" respectivamente. La literatura dzogchen nyingma también describe el nirvana como la "extensión" o "espacio" (klong o dbyings) o la "extensión del Dharma" (chos dbyings, sánscrito: Dharmadhatu). El término Dharmakaya (cuerpo del Dharma) también se asocia a menudo con estos términos en el Dzogchen.

### Los once temas
La filosofía Dzogchen de los textos de la Serie de Instrucciones (man ngag sde) se explica clásicamente a través de los "once temas Vajra". Estos se pueden encontrar en el Tantra del hilo de perlas (Mu tig phreng ba), el Gran comentario de Vimalamitra, así como en el Tesoro de palabras y significado (Tsik Dön Dzö) de Longchenpa. El Tantra del collar de perlas los enumera brevemente como sigue:
Aunque la realidad es inconcebible, la conciencia prístina tiene tres aspectos. Aunque hay muchas bases de engaño, es la perfección natural (lhun grub) y la compasión (thugs rjes). Abundando en uno mismo están los kāyas, las familias y las conciencias prístinas. La ubicación de la mente del buda está en el centro del corazón. El camino son los cuatro nāḍīs; vāyu causa el movimiento. Hay cuatro puertas de surgimiento: los ojos, etc. El campo es el cielo libre de nubes. La práctica es trekchö y thögal. El calibrador es el yoga de las cuatro confidencias. El bardo es el encuentro de la madre y el hijo. La etapa de la liberación es la primera.
Los once temas son:
1. El fundamento o base de la realidad (gzhi), y cómo se manifiesta dinámicamente (gzhi snang);
2. Como los seres se desvían de la base
3. La esencia de la iluminación presente en todos los seres;
4. Cómo la sabiduría primordial (ye shes) existe en todos los seres
5. Los caminos de la sabiduría primordial en los seres
6. Las puertas de entrada de la sabiduría primordial en los seres
7. La esfera objetiva para la sabiduría primordial brillando
8. Cómo se accede a la sabiduría primordial a través de la contemplación;
9. Signos de realización,
10. Oportunidades para morir y después de la muerte en los estados intermedios (bar do)
11. El fruto final (Budeidad)

### Gzhi(La Base)

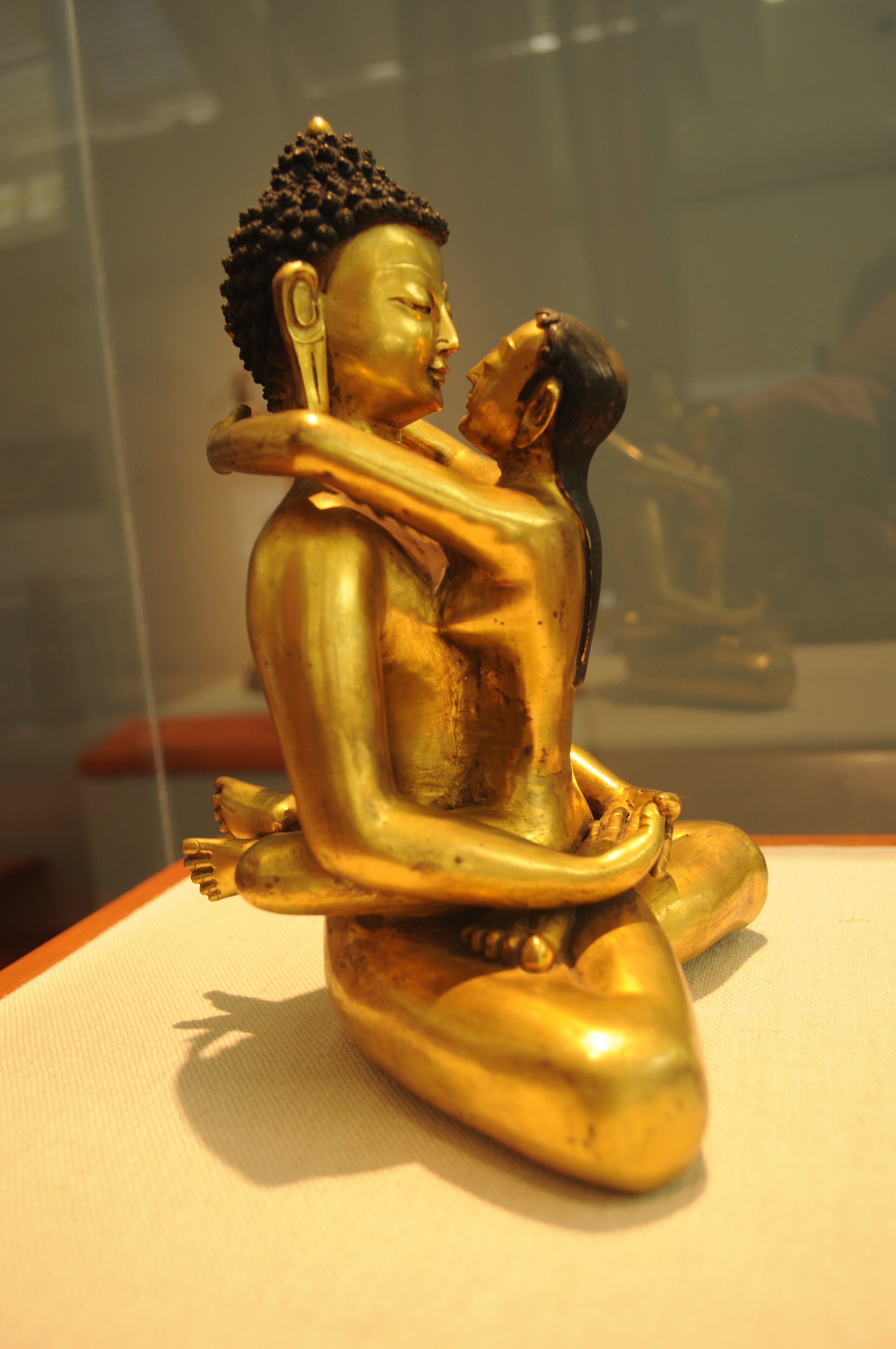
Una imagen del Buda Primordial Samantabhadra con su consorte Samantabhadri. Se dice que estas imágenes simbolizan la unión del espacio (vacuidad, el aspecto femenino) y la claridad - conciencia (el aspecto masculino).

Un concepto clave en el dzogchen es la "base", el "suelo" o el "estado primordial" (tibetano: gzhi, sánscrito: sthāna), también llamado base general (spyi gzhi) o base original (gdod ma'i gzhi). Es atemporal e inmutable y, sin embargo, es "noéticamente potente", dando lugar a la mente (sems, sct. citta), la conciencia (shes pa, sct. vijñāna), la ilusión (marigpa, sct. avidyā) y el conocimiento (rigpa, sct. vidyā).
El maestro tibetano Longchenpa describe la base de la siguiente manera:

la gnosis primordial autoemergente de la conciencia, el cuerpo original primordialmente vacío de la realidad, la verdad última de la expansión, y la condición permanente de la realidad luminosamente radiante, dentro de la cual tales oposiciones como la existencia cíclica y la realidad trascendente, el placer y el sufrimiento, la existencia y la inexistencia, el ser y el no-ser, la libertad y el extravío, la conciencia y la conciencia atenuada, no se encuentran en ninguna parte.

Namkhai Norbu escribe que el término base denota "el terreno fundamental de la existencia, tanto a nivel universal como a nivel del individuo, siendo ambos esencialmente el mismo". Esta base es "increada, siempre pura y, autoperfeccionada, no es algo que tenga que ser construido", sin embargo "permanece oculta a la experiencia de todo ser afectado por la ilusión del dualismo" Jean Luc-Achard define la base como "el modo real y auténtico de permanencia de la Mente." Según Achard, los tantras de Dzogchen definen la base como "Gran Pureza Primordial" (ka dag chen po). El Tantra de la Hermosa Auspiciosidad (bKra shis mdzes ldan gyi rgyud) lo define como "el estado de permanencia antes de que surgieran los auténticos Budas y antes de que aparecieran los seres sintientes impuros."
En el Gran Comentario de Vimalamitra, la base se define como "la propia mente no fabricada" (rang sems ma bcos pa). Como señala Smith, esto indica cómo la base no es una entidad transpersonal. La base, por tanto, no se define como "una cosa" (es decir, monismo), ya que existe la producción de diversidad. Con respecto a esto, El Tantra de los Reinos y Transformaciones del Sonido (sgra thal 'gyur) afirma: "Aparte de que la compasión surge como diversidad, no se define como una cosa." Sin embargo, como señala Hatchell, la tradición Dzogchen también entiende la realidad última como algo que está "más allá de los conceptos de unidad y multiplicidad."
La base, una conciencia pura y vacía, es lo que hay que reconocer o comprender para lograr el despertar en el Dzogchen. Así, según Smith, "La Lámpara Iluminadora declara que en el Ati Yoga, la conciencia prístina es una mera conciencia que aprehende la liberación primordial y la base genérica como lo último". En otras palabras, el conocimiento espiritual en Dzogchen es reconocer la propia base.
Además, dado que la base trasciende el tiempo, cualquier lenguaje temporal que se utilice para describirla (como "primordial", "original", etc.) es puramente convencional y no se refiere a un punto real en el tiempo, sino que debe entenderse que indica un estado en el que el tiempo no es un factor. Según Smith, "situar la base original en un espectro temporal es, por tanto, un mito didáctico".
La base tampoco debe confundirse con la "base de todo" (kun gzhi, sct. alaya) o con la conciencia de almacén fundamental (ālāyavijñāna), ya que se considera que ambas tienen ignorancia". Otros términos utilizados para describir la base son sin obstáculos (ma 'gags pa), universal (kun khyab) y omnipresente.
La base también está asociada al término Dharmatā, definido de la siguiente manera: "Dharmatā, pureza original, está libre de toda proliferación. Dado que no se ve afectada por la ignorancia, está libre de todos los oscurecimientos". Según Smith, describir la base como "gran pureza original" (ka dag chen po) es la única descripción que se considera impecable según varios Tantras Dzogchen.
La base también se asocia con la Budeidad primordial u original, también llamada Samantabhadra, de la que se dice que está más allá del tiempo y el espacio. Por lo tanto, la Budeidad no es algo que deba ganarse, sino un acto de reconocimiento de lo que ya es inmanente en todos los seres sintientes. Esta visión de la base proviene de la teoría india de la naturaleza de Buda, según Pettit. Autores tibetanos como Longchenpa y Jigme Lingpa vincularon específicamente la visión Dzogchen de la base con la doctrina de la naturaleza de Buda (especialmente como se encuentra en el Ratnagotravibhāga).

### Tres aspectos de la base

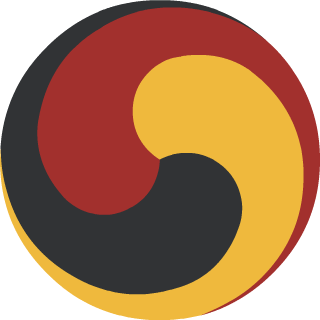
El gankyil simboliza la inseparabilidad de todos los grupos de tres en la enseñanza del Dzogchen, como la Base, el Camino y el Fruto.

En la tradición del Corazón Seminal, la base tiene tres cualidades o aspectos, también llamados las "tres sabidurías". Cada uno de ellos está emparejado con uno de los tres cuerpos de Buda y con una de las tres joyas (lo que indica que éstas están plenamente incluidas en cada ser sintiente). Norbu señala que "estos tres aspectos son interdependientes y no pueden separarse unos de otros", al igual que las diversas cualidades de un espejo son todas esenciales para la existencia de éste.
Los tres aspectos de la base son:
Esencia (Tib. ངོ་བོ་, ngowo; Wyl. ngo bo, Skt. svabhāva)
Se define como pureza original (Tib ka dag, "siempre puro"). Ka dag es una contracción de ka nas dag pa, "puro desde ka" (ka es la primera letra del alfabeto tibetano) que también se glosa como puro desde el principio (thog nas dag pa).(van Schaik, 2004b, p. 52) En este contexto, la pureza (Skt. śuddha) se refiere a la vacuidad (śunyata, stong pa nyid), que en el Dzogchen se explica de forma similar a como se explica la vacuidad en el Madhyamaka (como libre de los extremos del nihilismo y el eternismo).(van Schaik, 2004b, p. 52) Este aspecto se asocia con el Dharmakaya y el Buda. Namkhai Norbu lo explica como el hecho de que todos los fenómenos son "esencialmente vacíos, impermanentes, que sólo existen temporalmente, y que todas las 'cosas' pueden verse como compuestas por otras cosas" (Norbu, 2000, p. 97) Compara este aspecto con la vacuidad que permite a un espejo adoptar cualquier imagen.
Naturaleza (Tib. རང་བཞིན་, rangshyin; Wyl. rang bzhin, Skt. prakṛti) 
La Naturaleza define como "Perfección Natural" (Tib. lhun grub, Skt. anābhoga), también traducida como "presencia espontánea" o "realización espontánea". (van Schaik, 2004b, p. 52-53) Según Norbu, este aspecto se refiere a la manifestación o apariencia continua de los fenómenos y puede ilustrarse comparándolo con la "capacidad de reflejo de un espejo" (Norbu, 2000, p. 97) Sam van Schaik lo explica como "una presencia espontánea en el sentido de que no se crea ni se basa en nada", así como "el aspecto luminoso de la tierra" (van Schaik, 2004b, p. 53) Como tal, este término se utiliza indistintamente con luminosidad o claridad (Tib. 'od gsal o gsal ba,Skt. prabhāsvaratā), un término que también se encuentra en el Mahayana indio.(van Schaik, 2004b, p. 53) La Naturaleza de la base también se asocia con el Dharma y el Saṃbhogakāya. Longchenpa explica que hay "ocho puertas de la presencia espontánea". Según Hatchell, las seis primeras puertas son "las formas esenciales que adopta la conciencia cuando se manifiesta por primera vez: luces, cuerpos de Buda, gnosis, compasión, libertad y no dualidad", mientras que las dos últimas puertas "son puntos de vista desde los que se perciben las seis primeras" y son las puertas de la pureza (es decir, del nirvana). es decir, el nirvana) y la impureza (el samsara), que se asocian con el autorreconocimiento/integración y el no reconocimiento/dualidad (también llamado "extravío", 'khrul pa).(Hatchell, 2014, p. 58)
Compasión (Tib. ཐུགས་རྗེ་, tukjé, Wyl. thugs rje, Skt. karuṇā), también traducido a veces como "Energía". 
También se le llama "terreno manifiesto" (gzhi snang) o "terreno de surgimiento" ('char gzhi).(van Schaik, 2004b, p. 53) Norbu compara este aspecto manifiesto de la base con las apariencias particulares que se reflejan en un espejo. Este aspecto también se define en la Lámpara Iluminadora como "Thugs es el afecto (brtse ba) en el corazón por los seres sensibles. Rje es el surgimiento de una empatía especial (gdung sems) por ellos"(Smith, 2016, p. 13) Smith explica este aspecto como una referencia a la unidad de la claridad y la vacuidad.(Smith, 2016, pp. 13, 30) Según Sam van Schaik, este aspecto "parece significar la presencia inmanente de la tierra en toda apariencia, en el sentido de que se define como omnipresente y sin obstáculos" (van Schaik, 2004b, p. 52-53) La compasión se asocia con el Nirmanakaya y la Sangha. Según Norbu, esta energía compasiva se manifiesta de tres maneras:(Norbu, 2000, p. 99-101)(van Schaik, 2004b, p. 54)
- gDang (sct. svaratā, resplandor), es un nivel infinito y sin forma de energía compasiva y capacidad de reflexión, es "una conciencia libre de cualquier restricción y como una energía libre de cualquier límite o forma" (Norbu).(Norbu, 2000, p. 100)
- rol pa (līlā, juego), Son las manifestaciones que parecen ser internas al individuo (como cuando una bola de cristal parece reflejar algo en su interior).
- rTsal (vikrama, potencialidad, dinamismo) es "la manifestación de la energía del propio individuo, como un mundo aparentemente 'externo'", aunque esta aparente exterioridad no es más que "una manifestación de nuestra propia energía, a nivel de Tsal" (Norbu, 2000, p. 101) Esto se explica mediante el uso de un prisma de cristal que refleja y refracta la luz blanca en otras formas de luz.

Namkhai Norbu advierte que "todos los ejemplos utilizados para explicar la naturaleza de la realidad sólo pueden tener un éxito parcial a la hora de describirla porque, en sí misma, está más allá de las palabras y los conceptos" (Norbu, 2000, p. 94) Además, escribe que "la Base no debe objetivarse y considerarse como una entidad autoexistente; es el Estado o condición insustancial que sirve de base a todas las entidades e individuos, de la que el individuo ordinario no es consciente pero que se manifiesta plenamente en el individuo realizado" (Norbu, 2000, p. 90).
El texto "Una Oración de Aspiración para la Base, el Camino y el Resultado" define así los tres aspectos de la base:

Porque su esencia es vacía, está libre del límite del eternismo.

Porque su naturaleza es luminosa, está libre del extremo del nihilismo.

Porque su compasión no tiene obstáculos, es la base de las múltiples manifestaciones.

### Rigpa

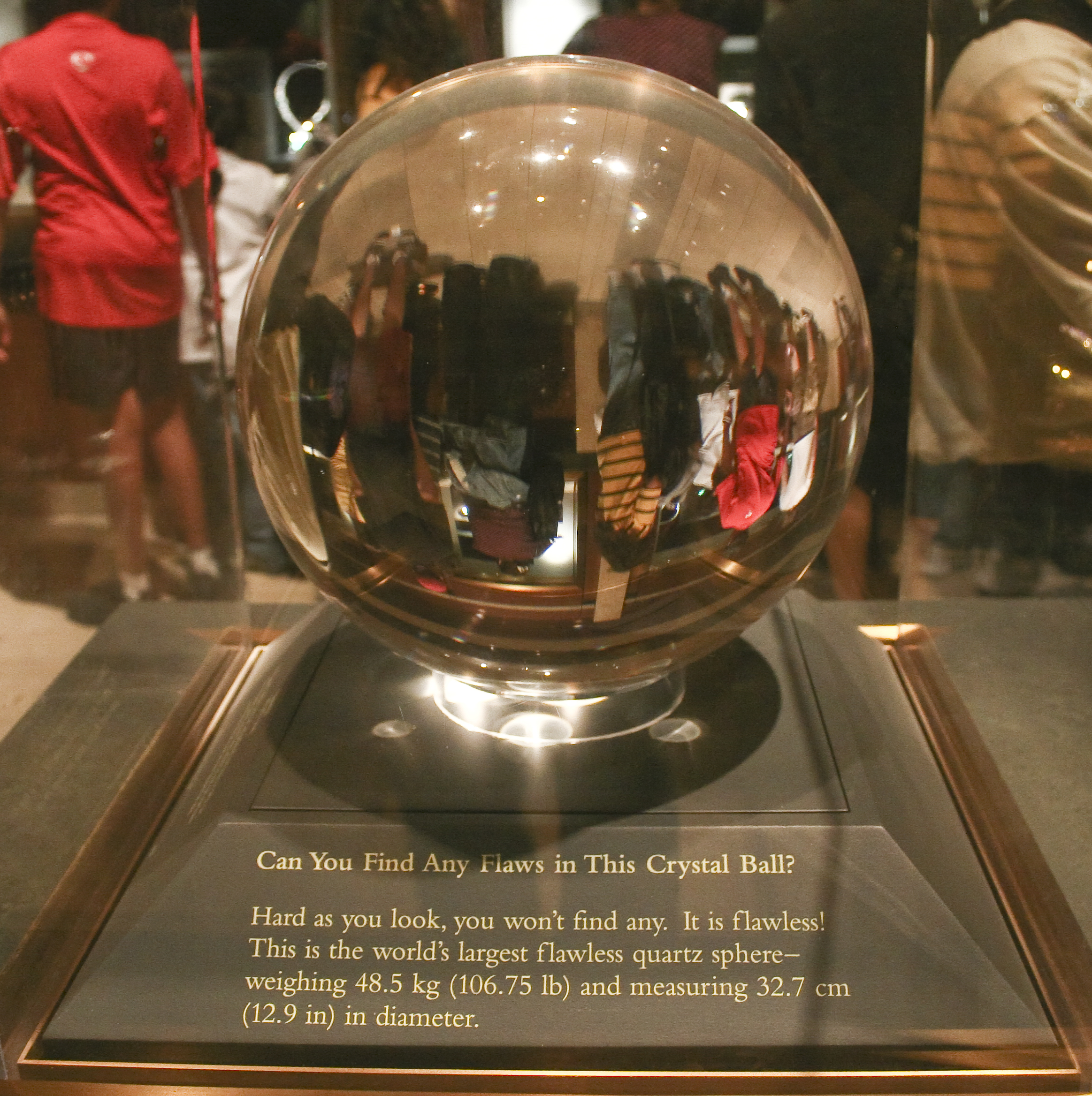
Rigpa a menudo se explica a través de la metáfora de un cristal o una bola de cristal.

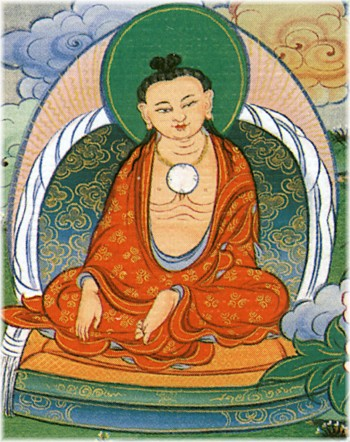
Melong Dorje, con un colgante de espejo, que es un símbolo de ka dag.

Rigpa (sánscrito: vidyā, "conocimiento", "gnosis") es un concepto central en Dzogchen. Según Ācārya Malcolm Smith:
Un texto de la Esencia del Corazón de Vimalamitra llamado Lámpara Resumiendo Vidyā (Rig pa bsdus pa'i sgronma) define vidyā de la siguiente manera: "... vidyā es sabiduría, clara e inmutable." En sánscrito, el término vidyā y todo sus cognados implican conciencia, saber, conocimiento, ciencia, inteligencia, etc. En pocas palabras, vidyā significa conocimiento inconfundible de la base que es su propia condición.
Términos relacionados con rigpa son ye shes (sct. jñāna, conciencia prístina) que es "el estado original y no adulterado de la conciencia" y sabiduría (shes rab, sct. prajña). Rigpa también se describe como "sabiduría primordial reflexivamente consciente de sí misma", o "el reconocimiento de la sabiduría primordial como totalidad ilimitada". Por tanto, la sabiduría (shes rab, prajña) no es otra cosa que rigpa.
La analogía dada por los maestros Dzogchen es que la verdadera naturaleza de uno es como un espejo que refleja con total apertura, pero no se ve afectado por los reflejos. También es como una bola de cristal que adquiere el color del material sobre el que se coloca sin que se modifique. El conocimiento que se obtiene al reconocer esta claridad espejada se llama rigpa.
Sam van Schaik traduce rigpa como "gnosis", y define esto como "una forma de conciencia alineada con el estado nirvánico". Señala que otras definiciones de rigpa incluyen "libre de elaboraciones" (srpos bral), "no conceptual" (rtog med) y "trascendente del intelecto" (blo 'das). A menudo también se combina con la vacuidad, como en el término rig-stong (gnosis-vacuidad).

La naturaleza incondicional de rigpa se describe en el Longchen Nyingthig como sigue:
No construida por los budas excelentes, ni cambiada por los seres sintientes inferiores, esta gnosis no fabricada del momento presente, es la luminosidad reflexiva, desnuda e inoxidable, el Señor Primordial mismo.
John W. Pettit señala que rigpa se considera más allá de la afirmación y la negación, la aceptación y el rechazo, y por lo tanto se conoce como un estado "natural" (ma bcos pa) y "sin esfuerzo" (rtsol med). Debido a esto, Dzogchen también se conoce como el pináculo y el destino final de todos los caminos.

Ācārya Malcolm Smith también señala que la naturaleza atemporal de la base también se aplica a la presencia de la base en los seres sintientes como rigpa:
Dado que el tiempo no es un factor cuando se trata del análisis de la base, los textos de Gran Perfección pueden definir la liberación de los seres sintientes como atemporal. Esto significa que el estado de liberación es su estado esencial incondicionado. No es algo para ganar; es algo por descubrir. Más importante aún, la base es la budeidad y funciona como la budeidad.
Los textos de Dzogchen se refieren a la base y su rigpa presente en los seres sintientes como sugatagarbha.  El Comentario de Vimalamitra afirma que "Debido a que el objetivo de la budeidad existe a la manera de una semilla en la conciencia prístina de la vidyā de uno, definitivamente hay éxito a través de la práctica".

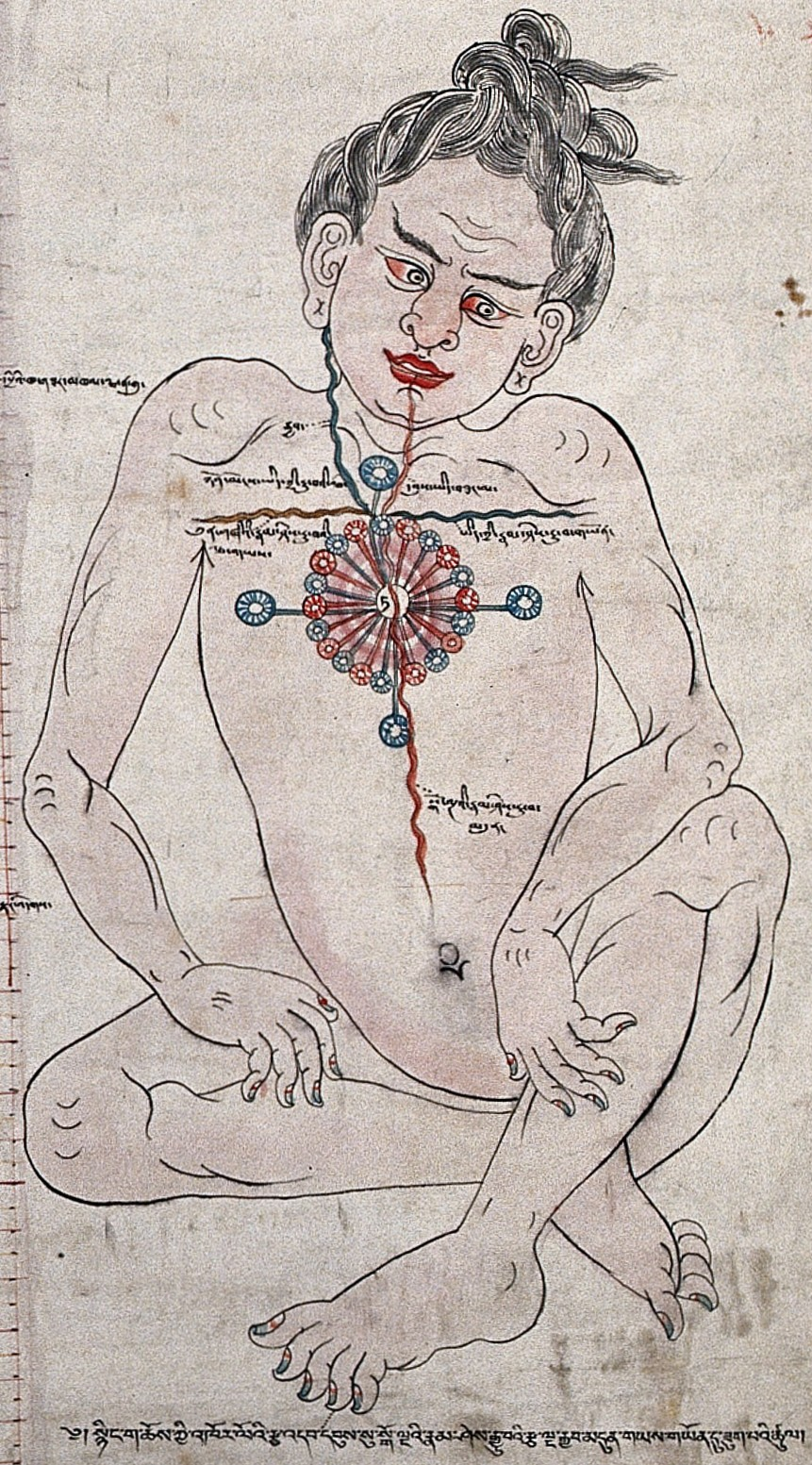
Una representación del chakra del corazón de un texto de Medicina tibetana

Los textos de Dzogchen también describen cómo rigpa está conectado al cuerpo energético. Los tantras Dzogchen explican que rigpa se puede ubicar en el centro del cuerpo humano, en el chakra del corazón. El tantra de los reinos y las transformaciones del sonido dice: "La joya presente dentro del corazón en el centro del cuerpo es una gran conciencia prístina".

Además, el Tantra de Vidyā auto-surgida afirma:

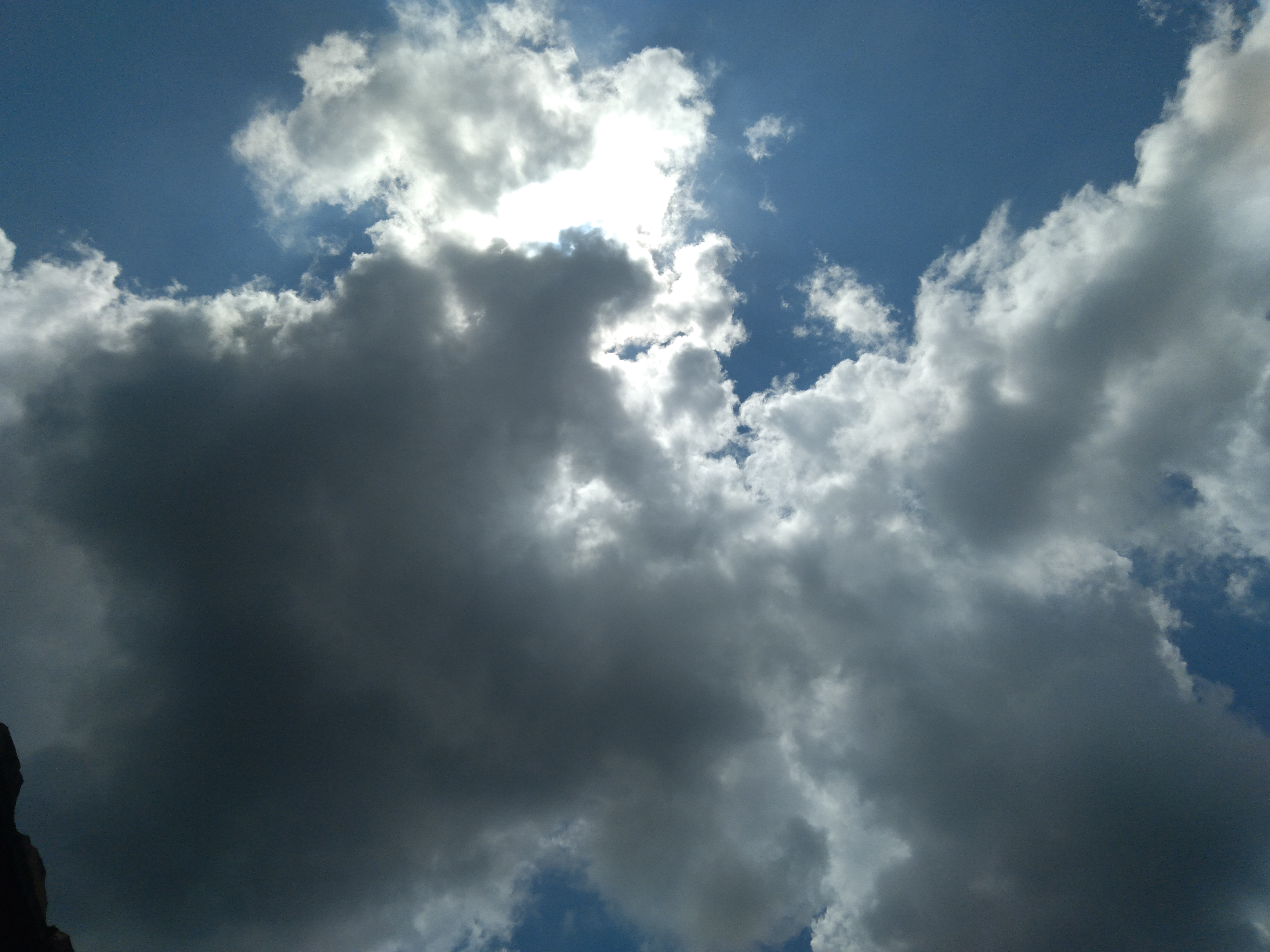
Un símil común en Dzogchen de la ignorancia es el oscurecimiento del sol por las nubes

El estado trascendente de los budas perfectos esta apoyado. Se apoya en el agregado material, por ejemplo, como un águila durmiendo en su nido. Tiene una ubicación. Está ubicado en el corazón, por ejemplo, como una figura en un jarrón.
Los tantras Dzogchen también discuten el tema relacionado del cuerpo energético, principalmente los nāḍīs, vāyus y bindus (rtsa, rlung y thig le; canales, vientos y círculos).

### Ma Rigpa (ignorancia)
Ma Rigpa (avidyā) es lo opuesto a rigpa o conocimiento. Ma rigpa es ignorancia, engaño o inconsciencia, el fracaso en reconocer la naturaleza de la base. Un tema importante en los textos de Dzogchen es explicar cómo la ignorancia surge de la base, ya que es asociada a la "conciencia prístina".
 

La inconsciencia (lhan-skyes ma-rigpa) existe porque la base tiene una potencialidad cognitiva natural, una "luminosidad" consciente que da lugar a las apariencias. Esta es la base del samsara y del nirvana. La ignorancia surge cuando la conciencia no reconoce que todos los fenómenos surgen como la creatividad (rtsal) de la naturaleza de la mente y falla de entender a su propia luminiscencia o no "reconoce su propio rostro". Por eso los seres sintientes surgen en lugar de los Budas. Marigpa se explica en el comentario de Vimalamitra de la siguiente manera: 
La ilusión surge de la diferencia entre la base y el aspecto consciente de la base. Aparte de la penetración general, la llamada "base" es totalmente indiferenciada, sin ninguna consideración de engaño o no engaño. Ese llamado "conocedor" (rig pa po) o "mente" (la afirmación especial de una conciencia demostrada en nuestros propios textos) está engañado.
Según la Lámpara Iluminadora de Vimalamitra, el engaño surge porque los seres sintientes "caen hacia los objetos externos aprehendidos mentalmente". Se dice entonces que este aferramiento externo produce seres sensibles a partir del surgimiento dependiente (pratītyasamutpāda). Este proceso de conceptualización dualista que conduce al samsara se denomina manas, así como "conciencia alejándose del fundamento". Sin embargo, algunos seres no caen en el dualismo al exteriorizar su propia manifestación y, en cambio, reconocen inmediatamente todos los fenómenos que surgen de la base como las apariencias insustanciales de su propia naturaleza. Estos seres se convierten inmediatamente en Budas. Así los seres sensibles surgen debido a la ignorancia/ilusión, mientras que los Budas surgen debido al reconocimiento y la sabiduría.

El maestro Longchenpa explica el proceso de cómo rigpa ("gnosis") se convierte en ignorancia en su 'Tsigdön Dzö' de la siguiente manera:
El engaño general es causado por la mancha de la gnosis que no reconoce el terreno manifiesto, a través de la cual la gnosis misma se contamina con el engaño. Aunque la gnosis misma no tiene las manchas de la cognición, se llena de manchas. A través de su envoltura en el sello de la mente, la gnosis de la esencia siempre pura se contamina con la conceptualización. Encadenada por la mente séxtuple, se cubre con la red del cuerpo de los átomos sin parte, y la luminosidad se hace latente.

### La inmanencia de rigpa

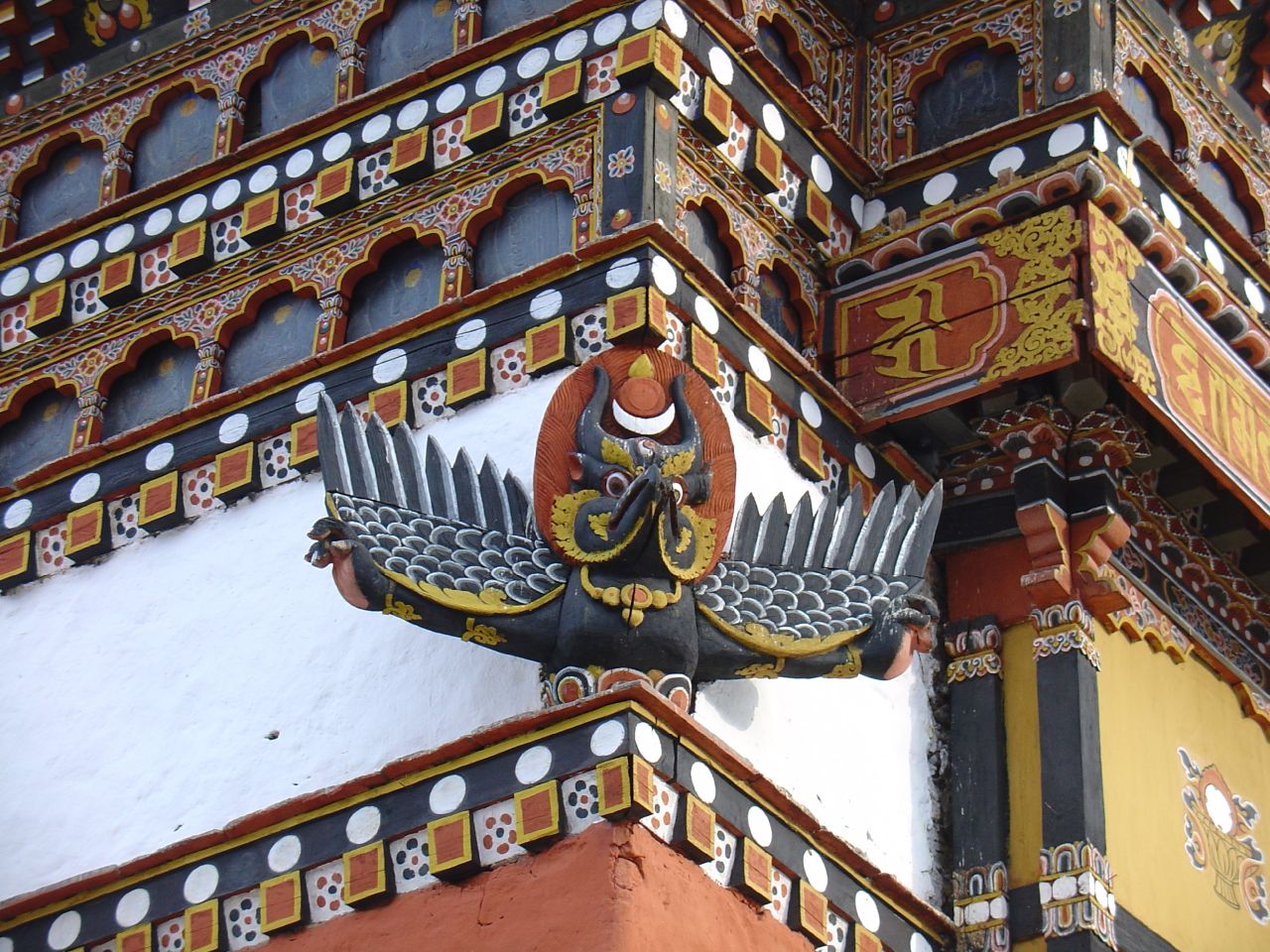
El garuda se utiliza como símbolo de la naturaleza primordial, porque se dice que este animal mitológico nace completamente desarrollado.

Según Sam van Schaik, existe una cierta tensión en el pensamiento dzogchen (como en otras formas de budismo) entre la idea de que samsara y nirvana son inmanentes entre sí y, sin embargo, siguen siendo diferentes. En textos como el Longchen Nyingtig, por ejemplo, la base y rigpa se presentan como "intrínsecamente innatos a la mente individual". El Tantra de la Gran Perfección de la Expansión de la Sabiduría de Samantabhadra dice:
Si piensas que "la esencia del corazón de todos los budas, el Señor Primordial, el noble Victorioso, Samantabhadra," está contenido en una corriente mental separada del reino oceánico de los seres sintientes, entonces esta es una visión nihilista en que samsara y nirvana permanecen desconectados.
Asimismo, Longchenpa (siglo XIV), escribe en su Iluminando la luz del sol:
Todo tipo de contenido experiencial que pertenece al samsara y al nirvana tiene, como base misma, un estado natural que es un buda presente espontáneamente, una dimensión de pureza y perfección, que es perfecta por naturaleza. Este estado natural no es creado por un buda profundo ni por un ser sensible inteligente. Es independiente de la causalidad. Las causas no lo produjeron y las condiciones no pueden hacerlo perecer. Este estado es un desvelo autoexistente, desafiando todo lo que las palabras pueden describir, de una manera que también trasciende el alcance del intelecto y los pensamientos. Todos los fenómenos del samsara y el nirvana existen dentro de la inmensidad no emergente de un estado natural básico. Ellos son, esencialmente y sin excepción, un estado de Buda: pureza y perfección.
En los textos de Longde (y en otras obras), un término común utilizado para denotar la naturaleza iluminada inmanente es bodhicitta (byang chub sems).
Esta falta de diferencia entre estos dos estados, su naturaleza no dual (advaya), se corresponde con la idea de que el cambio de uno a otro no se produce debido a un proceso ordinario de causalidad, sino que es un "autorreconocimiento" (rang ngo sprod) instantáneo y perfecto de lo que ya está innatamente (lhan-skyes). Según John W. Pettit, esta idea tiene sus raíces en textos indios como el Mulamadhyamakakarika de Nagarjuna, que afirma que el samsara y el nirvana no están separados y que no hay diferencia entre el terreno, el camino y el fruto.

### Samsara y Nirvana
Como señala Sam van Schaik, para autores como Longchenpa y Jigme Lingpa, la base tiene el potencial de manifestarse tanto en modo samsárico como nirvánico. Por lo tanto, aunque rigpa es inmanente, en los seres sintientes esta rigpa es una rigpa no madurada que a menudo se manifiesta como conciencia ordinaria (shes pa) y que puede engañarse si no reconoce su propia naturaleza. La budeidad se alcanza a través del reconocimiento de rigpa (rig pa'i ngo sprod) o del autorreconocimiento (rang ngo sprod) de lo que está inmanentemente presente.
Los textos del Corazón Seminal también indican una sutil diferencia entre los términos asociados a la ilusión (como kun gzhi o Ālaya, y sems o mente) y los términos asociados a la iluminación plena (Dharmakaya y rigpa). Estos términos provienen de los textos indios de Yogacara. En la literatura del Corazón Seminal, el Ālaya y el Ālayavijñāna (conciencia almacén) se asocian con las huellas kármicas (vasana) de la mente y con las aflicciones mentales (klesa). El "alaya de los hábitos" es la base (gzhi) junto con la ignorancia (marigpa), que incluye todo tipo de hábitos oscurecedores y tendencias de aferramiento. El Longchen Nyingthig compara el Ālaya con el agua turbia (que oculta el brillo de la sabiduría y el rigpa) y lo define como el no reconocimiento, mientras que el Dharmakaya se compara con el agua clara y se define como la "conciencia sin engaño".

En cuanto a sems (mente) y rigpa (gnosis), el Longchen Nyingthig los compara con el aire y el espacio respectivamente:
La mente y la gnosis son como el aire y el espacio. La mente es el aspecto de los objetos de fijación engañosos, que se llenan vívidamente, se arremolinan y vuelven a salir, o se agitan brevemente como un huracán. Su fundamento es la condición de las diversas sensaciones. La gnosis es sin soportes y omnipresente. En su vacío se abre como la extensión espacial; en su luminosidad es inconceptual y radiante como un cristal pulido. Así, el punto esencial del Corazón Seminal es mantener un lugar seguro en el estado natural, totalmente liberado de la mente en la extensión de la gnosis.

## Práctica
La práctica espiritual de Dzogchen se basa en la cosmovisión descrita anteriormente, así como en una relación con un gurú o lama que imparte instrucciones específicas. Las "prácticas principales" a menudo se consideran avanzadas y, por lo tanto, las prácticas preliminares y la iniciación ritual se consideran requisitos.
Las enseñanzas de Dzogchen enfatizan la naturalidad, la espontaneidad y la sencillez. Aunque el Dzogchen se presenta como algo distinto o más allá del tantra, ha incorporado igualmente muchos conceptos y prácticas tántricas. Dzogchen abarca una amplia variedad de tradiciones y sistemas de práctica, que incorporan diferentes aspectos del tantra budista.
La tradición más influyente del Dzogchen es la de la "Esencia del Corazón" o "Fuente Esencial" (Nyingthig), la más popular de las cuales se encuentra en el Longchen Nyingthig de Jigme Lingpa (1730-1798). La explicación sobre la práctica de Dzogchen que sigue se aplica principalmente a los sistemas de Esencia del Corazón como el Longchen Nyingthig, pero también al Dudjom Tersar, etc.
La tradición Nyingthig personificó la enseñanza Dzogchen en tres principios, conocidos como: "Alcanzando el punto vital en tres declaraciones" (Tsik Sum Né Dek). En resumen, dan el desarrollo que debe experimentar un estudiante:
- Introduciendo directamente el rostro de rigpa (ong song tok tu tré). Kyabje Dudjom Rinpoche afirma que esto se refiere a: "Presentar directamente el rostro de la mente desnuda como el mismo rigpa, la sabiduría primordial innata".
- Decidir sobre una cosa y solo una cosa (tak chik tok tu ché). Dujdom Rinpoche  comenta: "Debido a que todos los fenómenos que se manifiestan, ya sean saṃsāra o nirvāṇa, no son otros que el propio juego de rigpa, existe una decisión completa y directa de que no hay nada más que la permanencia del flujo continuo de rigpa".
- Confianza directa en la liberación de pensamientos emergentes (deng drol tok tu cha). Dujdom Rinpoche comenta: "En el reconocimiento de los pensamientos emergentes (cualquier cosa que surja, sea burda o sutil), existe una confianza directa en la simultaneidad del surgimiento y disolución en la expansión de dharmakāya, que es la unidad de rigpa y śūnyatā".

### Estructura de la práctica en la tradición "Esencia del Corazón"

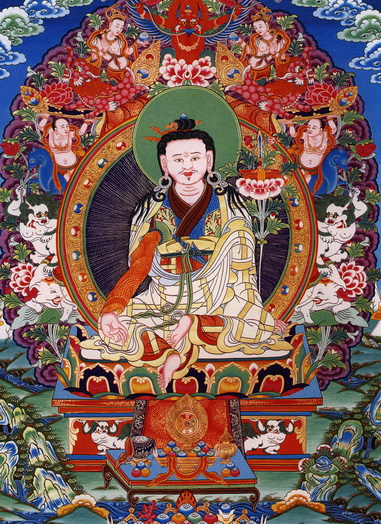
La sistematización de Jigme Lingpa de la tradición Nyingthig es uno de los sistemas más influyentes de la práctica del Dzogchen.

La tradición Dzogchen contiene vastas antologías de prácticas, incluidas las técnicas estándar de meditación budista y prácticas tantra. Con la influencia del tantra y las sistematizaciones de Longchenpa, las principales prácticas de Dzogchen fueron precedidas por prácticas preliminares.
En "Encontrando alivio y tranquilidad en la naturaleza de la mente", Longchenpa describe 141 prácticas contemplativas, divididas en tres secciones: budismo exotérico o sutra (92), tantra (92) y Gran Perfección (27). Las meditaciones budistas típicas quedan relegadas a la fase preliminar, mientras que las principales prácticas meditativas son métodos "directos". Longchenpa incluye las técnicas de la "fase de perfección" (que tratan con los canales, vientos y círculos del cuerpo energético) en las fases principal y final. La "fase final" incluye discusiones sobre nuevas técnicas contemplativas, que ayudan a la práctica de la fase principal.

Las enseñanzas basadas del Longchen Nyingthig también se dividen en prácticas preliminares (ngondro, subdividido en varias clases) y prácticas principales (que son trekchö y tögal). En El loto blanco (rGyab brten padma dkar po), Jigme Lingpa describe el camino de la práctica de Nyingthig Dzogchen de la siguiente manera:
Tu corriente mental es purificada por la iniciación profunda, que es la causa de la maduración, Luego comienzas con los preliminares externos, internos y secretos, que pueden equipararse con el camino de acumulación en el Paramitayana. Para los principiantes, la forma de practicar se explica mediante las instrucciones de práctica y las instrucciones del lama.

### Práctica simultánea y gradual
Como señaló van Schaik, hay una tensión en Dzgochen entre los métodos que enfatizan la práctica y los logros graduales, y los métodos que enfatizan la liberación primordial, la iluminación simultánea y la no actividad. Esta aparente contradicción es explicada por los autores de la tradición Nyingthig como resultado de los diferentes niveles de habilidad entre los practicantes. En respuesta a la idea de que las enseñanzas gradualistas encontradas en los textos Nyingthig contradicen la visión Dzogchen de la liberación primordial, Jigme Lingpa afirma:
Esto no es correcto, porque Vajradhara, usando su habilidad en los medios, enseñó de acuerdo con las categorías de mejores, medianas y peores facultades (subdivididas en nueve niveles desde sravaka hasta atiyoga). Aunque la Gran Perfección es el camino para aquellos con las facultades más agudas, los participantes no están compuestos exclusivamente por esos tipos. Con esto en mente, habiendo comprobado las características de las facultades intermedias e inferiores de los poseedores de vidya, la tradición se estableció de esta manera.
Esta división de prácticas según el nivel de habilidad también se encuentra en el Tegcho Dzo de Longchenpa. Sin embargo, como señala van Schaik, "el sistema no debe tomarse demasiado literalmente."  Por lo tanto, aunque las instrucciones se darían a todos los tipos de estudiantes, la capacidad real del practicante determinaría cómo alcanzarían el despertar (ya sea a través de la meditación Dzogchen, en el bardo de la muerte o mediante la transferencia de la conciencia). Jigme Lingpa también creía que los estudiantes de las facultades superiores eran extremadamente raros. Sostuvo que para la mayoría de las personas, lo que se necesita para alcanzar la realización es un camino gradual de entrenamiento.

### Prácticas preliminares
Longchenpa divide las prácticas preliminares en:
- los preliminares generales sobre la impermanencia y la renuncia al samsara, que corresponde al Sravakayana;

- los preliminares especiales sobre la compasión y la bodichita, que se corresponde con el Mahayana;

- los preliminares supremos, que consisten en la yoga de deidades y guru yoga.[110]

El sistema Longchen Nyingthig del siglo XVIII de Jigme Lingpa divide los preliminares en tipos ordinarios y extraordinarios. Los preliminares ordinarios son una serie de contemplaciones de las cuales hay dos textos instructivos principales. Uno se basa en el entrenamiento mental de siete puntos de Atisha (Lojong) y se llama Tarpai Temke. El segundo es el Laglenla Deblug, y contiene las siguientes contemplaciones:
- apreciando nuestra preciosa existencia humana;
- contemplando la muerte y la impermanencia;
- contemplando las fallas de la existencia samsárica;
- contemplar la causa y el efecto kármico;
- contemplando los beneficios de la liberación;
- contemplando las cualidades del lama (maestro);

Los preliminares extraordinarios, que se discuten en el Drenpa Nyerzhag, son los siguientes:
- refugiándose en las tres joyas;
- cultivar bodichita y la mente compasiva;
- practicar la recitación de Vajrasattva, para la purificación de los grandes obstáculos;
- practicando ofrendas de mandala, en las que desarrollamos generosidad y fortalecemos nuestra red de fuerza positiva;
- haciendo ofrendas kusali de chöd, en las que imaginamos cortando y regalando nuestros cuerpos ordinarios;
- Guru Yoga, en el que reconocemos y nos enfocamos en la naturaleza de buda en nuestros mentores espirituales y en nosotros mismos;

Según Jigme Lingpa, las prácticas preliminares son la base de las prácticas principales y, por lo tanto, no deben abandonarse en un momento posterior.
Otro requisito importante para practicar Dzogchen según Jigme Lingpa es la iniciación ritual o el empoderamiento (dbang) por parte de un lama. Según Tsoknyi Rinpoche, la iniciación es necesario, ya que planta las "semillas de la realización" dentro de uno.

Después de la iniciación tántrica, uno también se involucra en las prácticas tántricas de las etapas de generación y finalización de mahayoga y anuyoga. Jigme Lingpa ve todas estas prácticas tántricas como pasos graduales que deben cultivarse y que conducen a la práctica de la Gran Perfección. Jigme Lingpa afirma:
¿Cuál es el punto principal del excelente camino de la grandeza? No es más que limpiar las limitaciones intelectuales. Por lo tanto, los tres votos, las seis paramitas, las etapas de generación y finalización, etc., son todos escalones en la escalera hacia la Gran Perfección.

### Práctica de Dzogchen propio
Los métodos de meditación propios de Dzogchen, que son exclusivos de la tradición, aparecen en textos como el Yeshe Lama de Jigme Lingpa y Tsigdon Dzo y Tegcho Dzo de Longchenpa. La presentación de los métodos de meditación Dzogchen en el Yeshe Lama se divide en tres partes:
- Instrucciones para aquellos con facultades agudas, que es donde se encuentran los métodos de meditación Dzogchen.
- Instrucciones para los de facultades medias, que se centran en el bardo (estado intermedio) de la muerte.
- Instrucciones para los de facultades menores, que se centran en la transferencia de la conciencia (phowa) a una tierra pura después de la muerte.

#### Preliminares específicos de Dzogchen
Jigme Lingpa menciona dos tipos de preliminares de Dzogchen, korday rushen y sbyong ba.
Ru shan ("hacer una brecha entre samsara y nirvana") es una serie de ejercicios de visualización y recitación. El nombre refleja el dualismo de las distinciones entre mente y sabiduría, ālaya y dharmakāya.
Sbyong ba es una variedad de enseñanzas para entrenar (sbyong ba) el cuerpo, el habla y la mente. El entrenamiento del cuerpo conlleva instrucciones para la postura física. El entrenamiento del habla implica principalmente la recitación, especialmente de la sílaba hūm. El entrenamiento de la mente es un análisis al estilo Madhyamaka de la mente. Son, en efecto, un establecimiento del shunyata por medio del intelecto.
Según Jigme Lingpa, estas prácticas sirven para purificar la mente y pacificar los obstáculos.

#### Semdzin

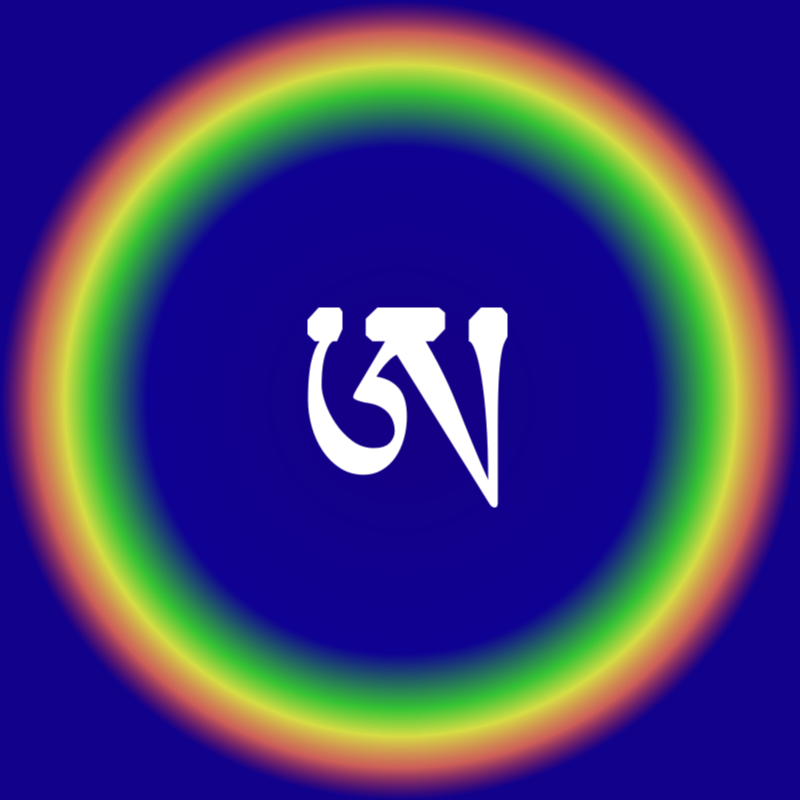
Letra tibetana A en un thigle

Las prácticas de meditación Dzogchen también incluyen una serie de ejercicios conocidos como Semdzin, que literalmente significa "mantener la mente" o "fijar la mente". Incluyen una amplia gama de métodos con el objetivo de llevar a uno al estado de contemplación.
 

Longchenpa los divide en tres categorías de siete ejercicios. Un ejemplo de un ejercicio de la primera categoría es el siguiente:
"Fijarse en una letra tibetana blanca A en la punta de la nariz. Enlaza la letra con la respiración. Sale al espacio con cada exhalación y regresa a la punta de la nariz con cada inhalación. Esta fijación inhibe el surgimiento de pensamientos extraños [...] el segundo ejercicio en la misma categoría involucra el sonido de la sílaba PHAT! que instantáneamente rompe los pensamientos y apegos. Simbólicamente, las dos partes de la sílaba indican los dos aspectos de la iluminación, es decir, PHA significa Medios (thabs) y TA significa Sabiduría (shes rab) ".

Según Reynolds, es esta práctica Semdzin específica la que utilizó Patrul Rinpoche para proporcionar una introducción directa al conocimiento de rigpa. Bloquea temporalmente el flujo del pensamiento y nos lleva temporalmente a un estado de vacío y claridad.

#### Trekchö
La práctica de Trekchö (khregs chod, "atravesar la solidez", "romper"), refleja los primeros desarrollos de Dzogchen, con su enfoque en el acceso directo a la naturaleza fundamental. En esta práctica, uno reconoce primero la propia conciencia vacía, innatamente pura, y luego practica repetidamente para mantener ese reconocimiento. Para practicar Trekchö, los estudiantes primero deben recibir el "señalamiento" (sems khrid, ngos sprod) de la naturaleza de la mente por un maestro de Dzogchen.
La tradición de la Esencia del Corazón en general considera que las instrucciones de señalamiento deben mantenerse en secreto hasta el momento en que el lama se las revele al estudiante. En el Yeshe Lama, Jigme Lingpa da el siguiente pasaje como introducción a la naturaleza de la mente:
¡Kye! No invente ni elabore la conciencia de este mismo momento. Deje que sea tal como es. No se establece como existente, no-existe o con dirección. No distingue entre el vacuidad y las apariencias y no tiene las características del nihilismo y el eternismo. Dentro de este estado en el que no existe nada, es innecesario esforzarse a través de la visión o la meditación. La gran liberación primordial no es como liberarse de la esclavitud. Es un resplandor natural que no es agarrado por el intelecto, una sabiduría que no está manchada por conceptos. La naturaleza de los fenómenos, no manchada por la visión y la meditación. Es la igualdad sin ubicación y la post-igualdad sin premeditación. Es claridad sin características y vastedad que no se pierde ante la uniformidad. Aunque todos los seres sintientes nunca se han separado de su propia sabiduría interior ni siquiera por un instante, al no reconocer esto, se convierte en como un flujo natural de agua solidificándose en hielo. Con la mente codiciosa interior como la causa raíz y el apego objetivo exterior como circunstancia, los seres vagan indefinidamente en el samsara. Ahora, con las instrucciones orales del gurú, en el momento de encontrar la conciencia, sin ninguna construcción mental, descanse en la forma en que realmente son las cosas, sin vacilar ni meditar en nada. Esto revela plenamente la intención de la sabiduría del Buda primordial Kuntuzangpo.

Jigme Lingpa divide la práctica del trekchö en instrucciones ordinarias y extraordinarias. La sección ordinaria comprende un establecimiento analítico y conceptual de la vacuidad. Las extraordinarias instrucciones de Jigme Lingpa dan las instrucciones sobre el avance propiamente dicho, que consisten en el establecimiento de la vista (lta ba), las dudas y errores que pueden ocurrir en la práctica, y algunas instrucciones generales llamadas "las cuatro formas de alivio" (cog bzhag). Jigme Lingpa describe los "cuatro chozags" (formas de "descansar libremente" o "dejarse ser fácilmente") en su Yeshe Lama de la siguiente manera:

(a) La vista de montaña: Después de darse cuenta de como es la verdadera naturaleza, libre de pensamientos, permanezca en la gran conciencia naturalmente clara que no está sujeta a esfuerzos mentales, aferramiento o al uso de antídotos de meditación.
(b) Meditación del océano: siéntese en la postura del loto. Mira el espacio en un estado abierto. Evite aferrarse a las percepciones de las seis conciencias. Limpia tu cognición como un océano sin olas.
(c) Habilidad en las actividades: relaje abruptamente las tres puertas del cuerpo, el habla y la mente. Libérate del capullo de la vista y la meditación. Simplemente mantenga su sabiduría clara y desnuda de forma natural.

(d) Resultado incondicional: Deje que los cinco objetos mentales permanezcan naturalmente como están. Entonces la claridad natural surge vívidamente dentro de ti.
Para practicar la meditación trekchö, Jigme Lingpa afirma que uno se sienta con las piernas cruzadas y los ojos abiertos. Sus instrucciones sobre trekchö comienzan afirmando que uno debe "asentarse en el momento presente de gnosis [rigpa], sin extenderse ni reunirse". Rigpa se define como aquel conocimiento en el que "los extremos de la existencia y la no existencia no se cumplen".

#### Tögal
Tögal (thod rgal) significa "salto", "cruce directo" o "trascendencia". El significado literal es "proceder directamente a la meta sin tener que pasar por pasos intermedios". Jigme Lingpa sigue a Longchenpa al ver la práctica visionaria de tögal como el nivel más alto de práctica de meditación.
La práctica de Tögal implica avanzar a través de las "Cuatro Visiones" que son:
1. la manifestación de la naturaleza absoluta
2. la experiencia de las apariencias crecientes
3. la conciencia alcanza sus mayores alturas
4. el agotamiento de los fenómenos en el Dharmata

Las prácticas Tögal usan el cuerpo sutil de canales psíquicos, vientos y esferas (rtsa rlung thig le). Las prácticas tienen como objetivo generar un flujo espontáneo de imágenes luminosas de colores del arco iris (thigles) que se expanden gradualmente en extensión y complejidad. El meditador los usa para reconocer la naturaleza de su mente.
Tögal puede conducir a la iluminación completa y la autoliberación del cuerpo humano en un "cuerpo arco iris" en el momento de la muerte, cuando toda la fijación y el aferramiento se han agotado. Este cuerpo arco iris es un cuerpo de luz inmaterial con la capacidad de existir y habitar donde sea y cuando sea, según lo señale la compasión. Es una manifestación del Sambhogakāya.

#### Meditación en el bardo
Para aquellos con capacidades de nivel medio, Jigme Lingpa sostiene que alcanzarán el despertar durante el bardo (estado intermedio durante la muerte), siguiendo ciertas instrucciones sobre cómo reconocer los signos de la muerte y cómo practicar durante este proceso. Jigme Lingpa describe el proceso de la siguiente manera:
Así, asumiendo una de las tres posturas o permaneciendo en la postura del león dormido, concentre la atención en los ojos. Con los ojos dirigidos al espacio de la conciencia, abandone la vida presente y relájese sin artificios dentro de la pureza original. En un instante se producirá la liberación.
Jigme Lingpa también afirma que uno debe practicar esta meditación mientras está vivo, para prepararse para la meditación del proceso de la muerte: "incluso mientras uno está vivo, cuando el cielo es prístino, dirija la conciencia al espacio y piense: 'Ha llegado el momento de la muerte'. Ahora debo pasar a la extensión de la paz sin elaboración. Exhale la respiración y sígala, permitiendo que la mente permanezca sin enfoque". También se enseñan otras meditaciones y técnicas, que deben practicarse mientras uno está vivo. También se enseñan diversas prácticas para aquellos que están presentes cuando alguien más está muriendo. Estas prácticas están destinadas a ayudar a los moribundos a través del proceso y llevarlos al despertar o un renacimiento superior.
También se enseñan otras prácticas relacionadas con el "bardo de la naturaleza de los fenómenos". En este punto, se debe practicar trekchö y tögal. También hay instrucciones específicas para esta fase de la muerte, que ocurre cuando "la conexión entre cuerpo y mente ha terminado". Según Jigme Lingpa, en esta etapa, la conciencia de la base de todo se disuelve en el espacio básico de los fenómenos y "en ese instante, la luz natural clara amanece como un cielo otoñal sin nubes".
Si uno no alcanza el despertar o no reconoce esta verdadera naturaleza, habrá una serie de apariciones que serán "extremadamente brillantes y coloridas, desprovistas de distinciones tales como externa, interna, amplia o estrecha." También habrá apariciones de los mandalas de deidades pacíficas y feroces. Se supone que uno debe reconocer que todas estas apariencias son la propia mente y que carecen de existencia verdadera.

Jigme Lingpa describe el punto clave en la práctica del bardo de la siguiente manera:
 

El punto clave para lograr la liberación de esta manera es permanecer en la conciencia vacía sin obstáculos. Es la naturaleza de la pureza original, más allá del pensamiento y la expresión. Habiendo comprendido realmente el fundamento último de la liberación, es necesario encontrar lo que ya es, decidir solo sobre eso y tener confianza en esta liberación. Las apariencias por naturaleza, cuando se observan objetivamente, parecen no tener límites; pero, cuando se observa subjetivamente, no existe nada en absoluto. Incluso la fijación en el pensamiento de la inexistencia se libera naturalmente sin análisis mental en el primer instante en que la propia naturaleza se revela desnudamente. Este es el punto clave que define claramente el terreno original de la liberación. De cualquier manera que la compasión se relacione con los objetos, no intentes detener o mantener esta búsqueda. Con la conciencia colocada precisamente sobre su propia fuente, la cognición sin obstáculos no tiene las distinciones de lo externo, lo interno y lo intermedio. De esta manera, las apariencias del bardo serán naturalmente puras en el resplandor de la conciencia.

#### Transferencia de conciencia

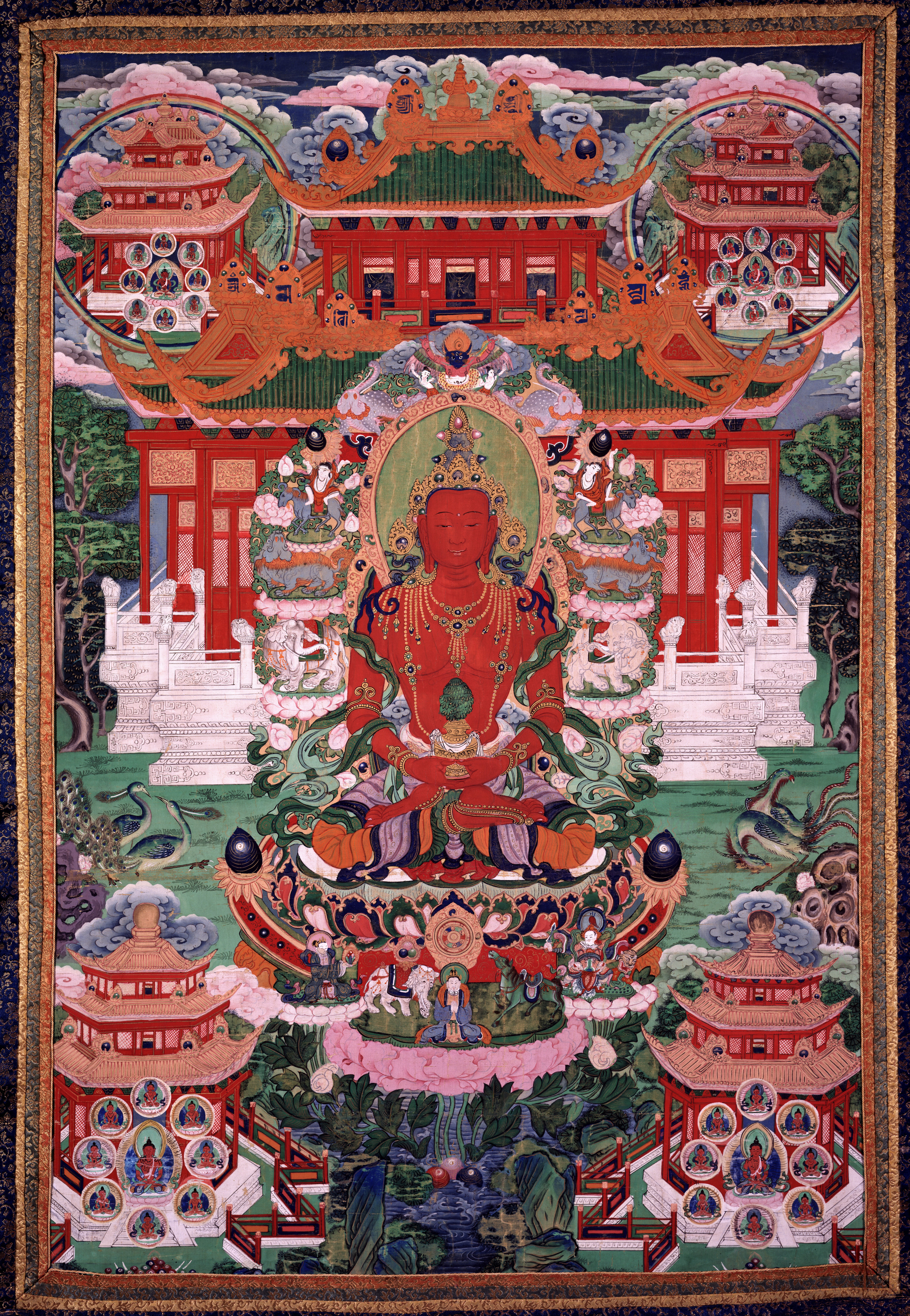
Buda Amitayus en su tierra pura Sukhavati.

Aquellos seres de facultades menores y potencial limitado no alcanzarán el despertar durante el bardo pero pueden transferir su conciencia (una práctica llamada powa) a una tierra pura una vez que hayan llegado al "bardo de la existencia". Una vez que lleguen a este bardo, reconocerán que han muerto y luego recordarán al gurú con fe y recordarán las instrucciones de powa. Entonces pensarán en la tierra pura y sus cualidades y renacerán allí. En una tierra pura, los seres pueden escuchar el Dharma enseñado directamente por Vajrasattva o algún otro Buda.  

Jigme Lingpa recomienda que uno practique esto también en la vida diaria. Una forma de hacerlo es la siguiente:
A"l quedarse dormido por la noche, con intensa concentración uno debe pensar: '¡Me estoy muriendo, así que debo reconocer las etapas de disolución e ir al reino puro natural de nirmanakaya!' Entonces, uno se dormirá imaginando la disposición y las cualidades del reino nirmanakaya. Entre las sesiones de práctica, como se mencionó anteriormente, es esencial haber desarrollado la habilidad de entrenar la conciencia que cabalga los vientos [der cuerpo sutil]."